# DIABOLIK LOVERS
『DIABOLIK LOVERS』（ディアボリック・ラヴァーズ）はRejetのシチュエーションCD。
本項では派生作品のゲーム、ラジオ、アニメ、舞台、ファンディスク、漫画作品についても説明する。

## 概説
RejetのシチュエーションCD（ドS吸血CD）作品『DIABOLIK LOVERS』（ディアボリック ラヴァーズ）はヴァンパイアとの恋模様を描いた作品。
シチュエーションCD作品の1作目は、2011年12月21日から6ヶ月連続リリースされた。
この作品の登場人物は全員がドSな性格のヴァンパイアなのが特徴。
現在キャラクターは、逆巻家（アヤト・カナト・ライト・シュウ・レイジ・スバル）、『MORE,BLOOD』で初登場した無神家（ルキ・コウ・ユーマ・アズサ）、ドラマCD『DARK FATE』で初登場した始祖（ファーストブラッド）である月浪家（カルラ・シン）、そしてドラマCD『LOST EDEN』で初登場したキノの13人が登場している。
オトメイトからゲームも発売されている。ゲームの第1作目は、2012年10月11日にPSP専用ソフト『DIABOLIK LOVERS』として発売された。
2013年2月17日の「Rejet Fes 2013 VIVA LA REVOLUTION」でファンディスク『DIABOLIK LOVERS MORE,BLOOD』とアニメ化が発表され、同年9月から12月まで放送された。
2015年2月26日に発売されたPS Vita専用ゲーム『DIABOLIK LOVERS DARK FATE』のアニメイト限定セットの特典のひとつとして、オリジナルアニメーションDVDが製作された。
2015年2月9日のRejet新作発表会『スノーヴァージンロード』にてアニメ第二期『DIABOLIK LOVERS MORE,BLOOD』の制作決定及び初の舞台化が発表された。この舞台公演は2015年8月26日から30日まで六行会ホールにて上演された。
2016年2月6日には、『DIABOLIK LOVERS』初のキャラクターTwitterが開設した。
10周年を迎えるRejetの記念企画のひとつとしてシチュエーションCDの新作『DIABOLIK LOVERS ZERO』が2018年8月から2019年8月にかけて13ヶ月連続リリースされた。
2020年4月27日には、『DIABOLIK LOVERS』の公式Youtubeチャンネルが開設し、開設記念で、TVアニメ第1期『DIABOLIK LOVERS』と、第2期『DIABOLIK LOVERS MORE,BLOOD』を期間限定公開した（現在は視聴不可）。
2020年7月18日には”Rejet×サンリオコラボ”の第1弾として『DIABOLIK LOVERS×MY MELODY』の限定コラボグッズ、同年8月8日からは『死の祝祭 -Death Parade-』、同年10月23日からは『Masquerade Jewel』、同年12月18日からは『Winter of Lovers』、2021年3月19日からは『DIABOLIK LOVERS Anti×Revival -Bloody Easter-』のさとい描き下ろしイラストを使用した限定グッズがRejet ShopとSKiT Dolceで期間限定販売された。
2020年12月23日の『復刻！ドS吸血ラジオ特番〜DIABOLIK LOVERS Resurrection Night〜新作情報もお届け！』の生放送内で、シリーズ完全新作シチュエーションCD『DIABOLIK LOVERS DAYLIGHT』（ - デイライト）が2021年3月から13ヶ月連続（2021年3月〜2022年3月）リリースされることと、原作初の公式漫画である『DIABOLIK LOVERS YOUNG BLOOD』（ - ヤングブラッド）が2021年3月より連載開始されることが発表され、同日には、『DIABOLIK LOVERS』9周年記念の特設サイトが開設された。
また、ポータルサイトのトップページでバナーも公開された。
その新作2タイトルを生放送内で発表する際に使用したPVを、現在『DIABOLIK LOVERS』公式YouTubeチャンネルで公開している。
2021年4月3日には、完全新作ドラマCDと各家を代表して歌うキャラクターソングを収録した、『DIABOLIK LOVERS HOUSE OF VAMPIRE』（ - ハウスオブヴァンパイア）が「Rejet Fes.2021 TRY！」で発表され、同日には告知PVが『DIABOLIK LOVERS』公式YouTubeチャンネルで公開された。
このタイトルは、”2つで1つ”の『DIABOLIK LOVERS』シリーズ9周年記念の新プロジェクトになっている。
現在は『DAYLIGHT』、『YOUNG BLOOD』共にリリース中・連載されている。
シリーズ9周年を記念したDIABOLIK LOVERS 9th Main Themeである、「COUNT OFF」（歌唱:キノ（CV:前野智昭））が、2021年1月20日に配信開始され、
同じくシリーズ9周年を記念した、キャラクターデザイン・さとい描き下ろしのキャラクター13人の9周年Ver.の立ち絵が2020年12月25日に公式ポータルサイトで公開された。この立ち絵イラストは、最新作『DAYLIGHT』のジャケットの裏面に使用されている。
なお、最新作『DAYLIGHT』の13ヶ月連続リリースを記念し、2021年1月から期間限定で、ヴァンパイア達の日常を描いた4コマ漫画をRejet公式Twitterで連載しており（現在第58弾まで公開中）、2021年2月5日には公式ポータルサイト内のバナーと『DIABOLIK LOVERS』公式YouTubeチャンネル（動画）（現在は第56弾まで）でも見れるように。
現在のシチュエーションCDシリーズ最新作は、2021年3月24日から13ヶ月連続リリース開始した『DIABOLIK LOVERS DAYLIGHT』で、
ゲームシリーズ最新作は、2019年11月21日にNintendo Switch用ソフトとして発売された『DIABOLIK LOVERS GRAND EDITION for Nintendo Switch』。
2021年5月21日からは『潜血祭 -Dive to Blood-』(同年5月12日告知PV公開)、同年8月10日からは”DIABOLIK LOVERS×VAMPIRE CAFE”の第2弾『THE ROSES‘ PLEASURE』の限定コラボ(同年7月31日告知PV公開)、同年11月5日からは『不死の薔薇園 -UNDEAD ROSE GARDEN-』(同年10月25日告知PV公開)の描き下ろしグッズが、Rejet ShopとSKiT Dolceで期間限定販売された。
2021年12月23日にDIABOLIK LOVERSは10周年を迎えた(記念の特設サイトも公開された)。これに伴い、アニメイト池袋本店(2022年1月15日～同年1月30日)・大阪日本橋店(2022年2月5日～同年2月20日)・福岡パルコ店(2022年2月26日～同年3月13日)に開催されたオンリーショップをはじめ、描き下ろしグッズの販売や、コラボカフェといった催しが行われている。
2022年3月11日からは『SADISTIC HOROSCOPE』(同年2月25日告知PV公開)の描き下ろしグッズが、Rejet ShopとSKiT Dolceで期間限定販売されている。

## 登場キャラクター

### 主人公
小森 ユイ（こもり ユイ）
声 - 末柄里恵（テレビアニメとOADのみ）
17歳。嶺帝学院高校二年生。身長158cm。毛髪はプラチナブロンド、瞳はピンク色。
本作の主人公。シスターを志すクリスチャンで、父から貰ったロザリオを肌身離さず持っている。アヤトにからかわれるほど胸が小さいが、脚と血の味に関しては評価されている。幼少期から幽霊が視えたり、ポルターガイストなどの心霊現象に遭遇したりしてきたのだが、『自分がちょっと変わってるだけだ』と特に気にしていなかった。
父の海外転勤のため知人の家に居候することとなるが、兄弟全員がヴァンパイアである逆巻家で「生贄の花嫁」として迎え入れられる。アニメ第二作および『MORE,BLOOD』の一部ルートでは無神兄弟によって拉致されたため、無神家で生活している。赤子の頃リヒターによってコーデリアの心臓を移植されたために “極上の血” を有することとなり、無自覚でヴァンパイアたちを惹きつけてしまう。魔王の娘であるコーデリアはその高い魔力から心臓さえ残っていれば復活出来るため、ゲームの一部ルート及びテレビアニメでは、彼女の魂がユイの体を乗っ取る機会をうかがっていた。
また、コーデリアの心臓を持つために『イブ』になれる資格を持ち、彼女に選ばれたヴァンパイアは『アダム』として覚醒できるとされている。
元気で明るく楽観的ながら、強気な性格。第一作では相手やその場の雰囲気に流されることが多かったが､『MORE,BLOOD』では自分の意思を示す場面が増えた。
ヴァンパイアハンターである父・小森 セイジは実父ではなく養父だが、ユイ自身は長らくの間その事実を知らなかった。

### 逆巻兄弟
強大な力を持つヴァンパイア・カールハインツを父に持つ、純血種のヴァンパイア。シュウ・レイジ、アヤト・カナト・ライト（三つ子）がそれぞれ同父母兄弟で、スバルは事実上一人っ子。兄弟間の仲は険悪で諍いが絶えない。
逆巻 アヤト（さかまき アヤト）
声 - 緑川光 / 幼少期 - 牛田裕子（テレビアニメ）
3月22日生、17歳。嶺帝学院高校二年生。身長174cm、体重62kg。O型。毛髪は赤色、瞳は緑色。
逆巻家三男。母は第一夫人コーデリア。三つ子の中では一番上の兄にあたる。
尊大で傲岸不遜な性格。勉強は苦手だがスポーツは得意。逆巻家の当主になるよう母コーデリアから大変厳しく躾けられたため、自分が一番強くて偉いと思っている。しょっちゅう他の兄弟と喧嘩になっており、逆巻家で起こる多くの揉め事の発端でもある。
特技はバスケットボール、好物はたこ焼き。普通の人間の血よりはたこ焼きが好きだが、たこ焼きとユイの血だったら断然ユイの血の方が好きとのこと。
周囲に妙なあだ名を付けることがあり（ただしある程度的を射ている）、主人公を「チチナシ」と呼ぶ。
イメージカラーは赤。
逆巻 カナト（さかまき カナト）
声 - 梶裕貴 / 幼少期 - 水橋かおり（テレビアニメ）
3月21日生、17歳。嶺帝学院高校二年生。身長165cm、体重56kg。O型。毛髪・虹彩共に薄紫色。クマがある。
逆巻家四男。第一夫人コーデリアの息子。
非常に疑り深くヒステリックな性格。三つ子の中では母から比較的可愛がられたようで、重度のマザコン。抱えているぬいぐるみ（テディ）の中にコーデリアの遺灰を入れており、テディに話しかけることも多い。何かにつけ人のせいにしては怒り、泣き叫んで暴れるが、甘いものには目がないため、お菓子をあげるとすぐに泣き止む。
好物は甘味全般。歌が上手い。
イメージカラーは紫。
逆巻 ライト（さかまき ライト）
声 - 平川大輔 / 幼少期 - 笹本優子（テレビアニメ）
3月20日生、17歳。嶺帝学院高校二年生。身長174cm、61kg。O型。毛髪は赤茶、瞳は緑色。
逆巻家五男。母は第一夫人コーデリア。三つ子の中では一番下の弟にあたる。母コーデリアに情事の現場を見せ付けられた挙げ句、自身も近親相姦の関係を持たされた過去を持つ。
相手の嫌がる顔を見るのが好きな粘着系で、興奮すると早口になる。ユイに「変態」と罵られて喜ぶなどややマゾスティックな一面もある。
趣味はクロスワードパズル、好物はマカロン。
主人公の事を「ビッチちゃん」と呼ぶ。不祥事で停学処分を受けたことがある。
イメージカラーは緑。
逆巻 シュウ（さかまき シュウ）
声 - 鳥海浩輔 / 幼少期 - 笹島かほる（テレビアニメ）
10月18日生、19歳。嶺帝学院高校三年生(1年留年)。身長180cm、体重65kg、AB型。毛髪は金髪、瞳は青色。
逆巻家長男。第二夫人ベアトリクスの息子。レイジとは同母兄弟。母ベアトリクスから熱心な教育を受けて育ち、対照的に放任されていたレイジとは母親の愛情を巡った深い確執がある。
無気力な性格で、口癖は「面倒くさい」。頭脳明晰だが、何に対してもやる気がなくサボり癖があるため学業成績は最低で、留年してレイジと同じ高校3年。アヤトから「ダル男」と呼ばれている。元々は心の優しい少年で、見た目も相まって幼少期は「天使」と呼ばれていたが、とある出来事がきっかけで現在の無気力な性格になった。周りをよく見ており、核心を突いた発言が多い。
音楽、とりわけクラシック音楽を好み、常にイヤフォンで聴いている。ヴァイオリン演奏が可能。好物はレアステーキ。火が大の苦手。
ヴァンパイアネーム（真名）は「リーリエ」。この名は現在シュウだけ明かされている。
イメージカラーは黄。
逆巻 レイジ（さかまき レイジ）
声 - 小西克幸 / 幼少期 - 西墻由香（テレビアニメ）
8月29日生、18歳。嶺帝学院高校三年生。身長183cm、体重67kg、O型。毛髪は黒髪、瞳はマゼンタ。
逆巻家次男。母は第二夫人ベアトリクス。シュウとは同母兄弟。シュウとは母親の愛情を巡った深い確執があるが、「シュウのことを理解しているのは後にも先にも自分だけだ」という自覚がある。
完璧主義で几帳面な性格。立ち振る舞いこそ丁寧だが、発言の内容はかなり辛辣で、無茶苦茶なマイルールを周りに強要する。兄弟たちのまとめ役になることが多く、家事もそつなくこなしている。容姿が若い頃のカールハインツにそっくりらしく、兄弟の中では唯一母親と容姿で似ている点がない。
趣味は食器集めで、食器の手入れが日課。好物はカルボナーラ。
イメージカラーは青。
逆巻 スバル（さかまき スバル）
声 - 近藤隆
11月4日生、16歳。嶺帝学院高校一年生。身長178cm、体重67kg、A型。毛髪は銀髪、瞳は赤色。
逆巻家六男。母は第三夫人クリスタ。他の兄弟全員と腹違い。母クリスタがカールハインツから陵辱されて産まれた子供で、母の愛情を受けずに育った。
粗暴な一匹狼。相手に直接手を出すことはないが、衝動に任せて周りの壁や物を壊するため、しばしばレイジや使いの者を困らせている。しかし心優しい面もあり、逆巻家へやって来たユイに立ち去るよう忠告したり、精神を病んだクリスタに振り回されて育ちながらも見捨てず支え続けていた。自分のせいでクリスタが精神を病んでしまったと思い込んでいるため、産まれたことを悔やんでいる。
特定の趣味や好物はなく、部屋に籠もっていることが多い。動物に懐かれやすい。
イメージカラーは白または灰色。

### 無神兄弟
元人間であり、カールハインツに命を救われヴァンパイアになった者達。孤児院で出逢ったため出自はバラバラで血縁関係はないが、兄弟間の結束は固い。
無神 ルキ（むかみ ルキ）
声 - 櫻井孝宏 / 幼少期 - 村中知（テレビアニメ）
『MORE,BLOOD』から登場。
4月24日生、18歳。嶺帝学院高校三年生。身長180cm、体重61kg。血液型はAB型。毛髪は灰色混じりの黒髪、虹彩は灰色。
無神家長男。礼儀正しいようでどこか冷徹で、目的のためには手段を選ばない人物。自ら行動を起こすことは稀で、基本的には他者を利用する参謀である。主人公のことを「家畜」と呼ぶ。
没落貴族の出身。命の恩人であるカールハインツに心酔しており、兄弟の中でカールハインツに対する忠誠心が最も強い。また、自らをイブをそそのかす蛇のような立場だと語っている。
趣味はパズル、好物はスープ。
イメージカラーは黒。
無神 コウ（むかみ コウ）
声 - 木村良平 / 幼少期 - 石川由依（テレビアニメ）
『MORE,BLOOD』から登場。
1月28日生、17歳。嶺帝学院高校三年生。身長176cm、体重55kg。血液型はB型。毛髪は明るい金髪、虹彩は碧と灰（オッドアイ）。
無神家二男。一見明るく人懐こいが、自分勝手で周囲を振り回す小悪魔的な一面がある。周囲を見下し弄ぶことも多く、かなり二面性のある人物。オッドアイが特徴の美男子で、芸能活動（アイドル）をしている。華奢な容姿に反してかなりの大食漢であり、実は腕っぷしも強い。主人公のことを「エム猫ちゃん」と呼ぶ。
趣味はダンス。好物はボンゴレビアンコ。
幼少期は貴族に弄ばれる荒れた生活だったため、貴族を毛嫌いしている。愛し方も愛され方も知らない。幼少期に失った右目には、カールハインツから与えられた心を読める義眼が入っている。
イメージカラーはピンク。
無神 ユーマ（むかみ ユーマ）
声 - 鈴木達央 / 幼少期 - 続木友子（テレビアニメ）
『MORE,BLOOD』から登場。
7月23日生、17歳。嶺帝学院高校三年生。身長190cm、体重70kg。血液型はO型。毛髪・虹彩共に茶色。
無神家三男。野性的で粗野な振る舞いが多い。兄弟の中では最も大柄で威圧感があるが、面倒見がよく兄弟想いな一面もある。主人公のことを「雌豚」と呼ぶ。
趣味は家庭菜園。好物は角砂糖で、特に手を加えずそのまま食べている。
幼少期の記憶を一部失っている（記憶喪失）。
イメージカラーはオレンジ。
無神 アズサ（むかみ アズサ）
声 - 岸尾だいすけ / 幼少期 - 湯浅かえで（テレビアニメ）
『MORE,BLOOD』から登場。
10月28日生、17歳。嶺帝学院高校三年生。身長170cm、体重50kg。血液型はA型。毛髪は黒、瞳は灰色。
無神家四男。ゆっくりと話し、言葉遣いも丁寧で基本的には穏やか。傷だらけの自分を好むなど一見するとマゾヒストのようだが、実は相手が受け入れてくれるまで徹底的に付き纏う粘着質な人物。少々病んでおり、自分の身体にある傷跡に名前をつけている。主人公のことを「イブ」と呼ぶ。
ナイフ収集とその手入れが趣味。好物は七味唐辛子。辛いものが大好きで、料理には唐辛子などの香辛料を大量にかけて食べる。
何よりも家族を大切にしており、主人公を気にかけるなど思いやりのある一面もある。
イメージカラーは水色。

### 月浪兄弟
強大な力を持つ、ヴァンパイアの始祖。カールハインツの手によって長い間幽閉されていたため、逆巻兄弟や無神兄弟よりも生きてきた時間は長い。純血の始祖の生き残りはこの二人のみだが、コーデリアが始祖の血を引いているため、三つ子とは縁戚に当たる。
月浪 カルラ（つきなみ カルラ）
声 - 森川智之
『DARK FATE』から登場。
5月28日生、18歳。嶺帝学院高校三年生。身長183cm、体重65kg、血液型はAB型。毛髪は毛先のみ色が濃い銀髪、瞳は琥珀色。
イギリスからの帰国子女で、弟のシンと共に嶺帝学院高校のイギリス校に籍を置いていた。編入生。黒いマフラーで口元を覆った、威圧的な風貌。話し方がやや古風。
ヴァンパイアの始祖（ファーストブラッド)で高い知性と理性を兼ね備えているが、その裏には強い暴力性を秘めている。長い生の中で怠惰な性格になった。
好物は生ハム、趣味は絵画収集。
イメージカラーは深紅。
月浪 シン（つきなみ シン）
声 - 森久保祥太郎
『DARK FATE』から登場。
4月27日生、17歳。嶺帝学院高校二年生。身長175cm、体重58kg。血液型はO型。毛髪は茶色、瞳は琥珀色。
イギリスからの帰国子女で、兄のカルラと共に嶺帝学院高校のイギリス校に籍を置いていた。編入生。眼鏡をかけており、左目には黒い眼帯をしている。
始祖としての誇りを持つ反面、他のヴァンパイアのことは見下している。ナルシズムな発言も多く、基本的に他者を見下す傾向にある。普段はフレンドリーで言葉遣いも丁寧だが、怒りを爆発させると一転して暴力的になる。
好物はナッツ類全般。趣味は暴力。
イメージカラーは紺。

### その他
キノ
声 - 前野智昭
『LOST EDEN』から登場。
6月29日生、17歳。嶺帝学院高校三年生。身長178cm、体重65kg。血液型はAB型。毛髪は黒髪、瞳は深紅。
自称「カールハインツの0番目の王子」。魔界の果ての荒野・ローティゲンベルク出身。グールによって養育され、共に育ったグール・ユーリと行動を共にしている。ある目的のため、ヴァンパイアを滅ぼそうと画策している。
高慢な性格で、他者からの施しを当たり前に思っている。ユーリのことも顎で使っており、あまり対等な関係ではない。
好物は金平糖とグァバジュース、趣味はスマホゲーム。
キノ自身は自らをカールハインツの血を引くヴァンパイアだと思っていたが、実際にはヴァンパイアではなく、カールハインツや逆巻兄弟との血縁関係もない。正体は、ローティゲンベルクの瘴気とカールハインツの残した些細なものが感作して生まれた実態のない不死者。
イメージカラーはゴールド。

### 逆巻家
カールハインツ / 逆巻 透吾（さかまき とうご）
声 - 澤田将孝（MORE,BLOOD）、竹内良太（VANDEAD CARNIVAL,DARK FATE）
逆巻兄弟の父親。子供達の母親は腹違いの兄弟もいるものの、父親は全員カールハインツである。
姿形を自在に変えることが出来、人間界では大物政治家の「逆巻透吾」で通っている。
無印ではセリフなどはなく、名前のみの登場。『MORE,BLOOD』ではラインハルトと名乗り、アヤトたちが通う高校の保健医をしている。ルキのみラインハルトがカールハインツと同一人物であることを知っている。
また､『VANDEAD CARNIVAL』では、アダム（攻略対象）とイブ（主人公）を祝福する晩餐会を開くために魔界にユイたちを招待した際、カーニバルを巡っているユイたちにアクシデント（軽いものばかりだが中には命に関わるものもある）を仕組むなどお茶目な一面もある。
コーデリア
声 - 友永朱音
カールハインツの第一夫人で、三つ子のアヤト・カナト・ライトの母親。故人。魔王ブライと始祖メーネ (月浪兄弟の母方の叔母) とのあいだに生まれた娘で、プライドが高く非常に奔放な女性。他の夫人より派手で露出が高いドレスを着ている。外見はカナト似で、目の色がアヤトとライト似。性格はライトに似ており、「んふっ」という笑い方も一緒。
第一夫人にも関わらずなかなか子供に恵まれなかった上に、第二夫人のベアトリクスに先に子供が出来てしまったことに焦り、後に自分が生んだ嫡男のアヤトを次期当主にするため大変厳しく躾けた。カールハインツを一心に愛したが、その傍らで義弟のリヒターをはじめ多数の男性と関係を持つなどふしだらな性生活を送っており、ライトとも近親相姦の関係であった。
アヤトに致命傷を与えられ、助けを求めたライトにバルコニーから突き落とされ、カナトに火をつけられ身体を燃やされ死亡した。彼女の心臓はリヒターによってユイに移植された。ユイを屋敷に導いた張本人。
ベアトリクス
声 - 平田真菜
カールハインツの第二夫人で、シュウとレイジの母親。故人。外見はシュウに似ているが、真面目で几帳面な性格はレイジに受け継がれている。
第二夫人だがコーデリアより先にシュウとレイジを産んでいる。長男のシュウに教育熱心であったが次男のレイジには冷たく、それがレイジのプライドと嫉妬心に火をつけることとなる。しかし、その実態はレイジには傍らでシュウを補佐する者となり、次期当主となった暁には彼を支えてあげて欲しいという彼女なりの配慮だった。それが原因でレイジに殺されるが、彼に感謝しながら安らかに息を引き取る。
クリスタ
声 - 田代有紀
カールハインツの第三夫人で、スバルの母親。容姿はそっくりだが対照的に気弱な性格。夫人の中では唯一現在も生きている。
絶世の美女と謳われ、白薔薇と称された女性。カールハインツとは従兄弟同士だが陵辱されスバルを産んだことで精神を病み、塔の中に幽閉されている。実際はクリスタ自身もカールハインツを愛していた。スバルにも愛情は抱いており、彼女が正気の時には母親らしく接し、彼に銀のナイフを渡している（アニメ及びゲームの一部ルートではそのナイフはスバルからユイに託されている）。
リヒター
声 - 金野潤
逆巻兄弟の叔父。カールハインツの弟で、謎の多い人物。コーデリアを愛しているが、本人からはいいように使われている。死亡寸前のコーデリアの心臓を主人公に移植し、ヴァンパイアハンター（現在の主人公の父）に主人公を預けた。

## 用語
ヴァンパイア
人間の血を吸って生きる存在。なお、太陽、にんにく、十字架は平気。
嶺帝学院高校
ユイとヴァンパイア達が通う夜間学校。

## ストーリー
DIABOLIK LOVERS ドS吸血CD

DIABOLIK LOVERS ドS吸血CD VERSUS

DIABOLIK LOVERS ドS吸血CD MORE,BLOOD

DIABOLIK LOVERS ドS吸血CD VERSUSII

DIABOLIK LOVERS DARK FATE

DIABOLIK LOVERS ドS吸血CD BLOODY BOUQUET

DIABOLIK LOVERS ドS吸血CD VERSUSIII

DIABOLIK LOVERS LOST EDEN

DIABOLIK LOVERS CHAOS LINEAGE

DIABOLIK LOVERS Para-Selene

DIABOLIK LOVERS ドS吸血CD 無神家5th Eternal Blood

DIABOLIK LOVERS ドS吸血CD VERSUSIV

DIABOLIK LOVERS ZERO

DIABOLIK LOVERS ドS吸血CD 月浪＆キノ Born To Die

DIABOLIK LOVERS MORE, MORE BLOOD

DIABOLIK LOVERS DAYLIGHT

## 作品一覧

### シチュエーションCD
| タイトル名 | 発売日         | 規格品番 | オリコン 初週位 |
| --- | -------------- | -------- | --------------- |
| DIABOLIK LOVERS ドS吸血CD Vol.1 逆巻アヤト (CV.緑川 光)                                                                              | 2011年12月21日 | REC-006  | 圏外            |
| DIABOLIK LOVERS ドS吸血CD Vol.2 逆巻スバル (CV.近藤 隆)                                                                              | 2012年1月25日  | REC-007  | 圏外            |
| DIABOLIK LOVERS ドS吸血CD Vol.3 逆巻カナト (CV.梶 裕貴)                                                                              | 2012年2月22日  | REC-008  | 圏外            |
| DIABOLIK LOVERS ドS吸血CD Vol.4 逆巻ライト (CV.平川大輔)                                                                             | 2012年3月21日  | REC-009  | 圏外            |
| DIABOLIK LOVERS ドS吸血CD Vol.5 逆巻レイジ (CV.小西克幸)                                                                             | 2012年4月25日  | REC-010  | 圏外            |
| DIABOLIK LOVERS ドS吸血CD Vol.6 逆巻シュウ (CV.鳥海浩輔)                                                                             | 2012年5月23日  | REC-011  | 圏外            |
| DIABOLIK LOVERS ドS吸血CD VERSUS 1 アヤトVSシュウ 逆巻アヤト（CV.緑川光）/ 逆巻シュウ（CV.鳥海浩輔）                                 | 2012年8月29日  | REC-021  | 16位            |
| DIABOLIK LOVERS ドS吸血CD VERSUS 2 ライトVSスバル 逆巻ライト（CV.平川大輔）/ 逆巻スバル（CV.近藤隆）                                 | 2012年9月26日  | REC-022  | 28位            |
| DIABOLIK LOVERS ドS吸血CD VERSUS 3 カナトVSレイジ 逆巻カナト（CV.梶裕貴）/ 逆巻レイジ（CV.小西克幸）                                 | 2012年10月24日 | REC-023  | 16位            |
| DIABOLIK LOVERS ドS吸血CD MORE,BLOOD Vol.1 逆巻アヤト (CV.緑川 光)                                                                   | 2013年4月24日  | REC-034  | 23位            |
| DIABOLIK LOVERS ドS吸血CD MORE,BLOOD Vol.2 無神コウ (CV.木村 良平)                                                                   | 2013年5月29日  | REC-035  | 21位            |
| DIABOLIK LOVERS ドS吸血CD MORE,BLOOD Vol.3 無神ルキ (CV.櫻井 孝宏)                                                                   | 2013年6月26日  | REC-036  | 26位            |
| DIABOLIK LOVERS ドS吸血CD MORE,BLOOD Vol.4 無神アズサ (CV.岸尾 だいすけ)                                                             | 2013年7月31日  | REC-037  | 29位            |
| DIABOLIK LOVERS ドS吸血CD MORE,BLOOD Vol.5 無神ユーマ (CV.鈴木 達央)                                                                 | 2013年8月28日  | REC-038  | 22位            |
| DIABOLIK LOVERS ドS吸血CD MORE,BLOOD Vol.6 逆巻カナト (CV.梶 裕貴)                                                                   | 2013年9月25日  | REC-039  | 35位            |
| DIABOLIK LOVERS ドS吸血CD MORE,BLOOD Vol.7 逆巻ライト (CV.平川 大輔)                                                                 | 2013年10月30日 | REC-040  | 25位            |
| DIABOLIK LOVERS ドS吸血CD MORE,BLOOD Vol.8 逆巻スバル (CV.近藤 隆)                                                                   | 2013年11月27日 | REC-041  | 35位            |
| DIABOLIK LOVERS ドS吸血CD MORE,BLOOD Vol.9 逆巻シュウ (CV.鳥海 浩輔)                                                                 | 2013年12月25日 | REC-042  | 30位            |
| DIABOLIK LOVERS ドS吸血CD MORE,BLOOD Vol.10 逆巻レイジ (CV.小西 克幸)                                                                | 2014年1月29日  | REC-043  | 27位            |
| DIABOLIK LOVERS ドS吸血CD VERSUSII Vol.1 アヤトVSライト 逆巻アヤト（CV.緑川光）/ 逆巻ライト（CV.平川大輔）                           | 2014年4月16日  | REC-121  | 17位            |
| DIABOLIK LOVERS ドS吸血CD VERSUSII Vol.2 シュウVSレイジ 逆巻シュウ（CV.鳥海浩輔）/ 逆巻レイジ（CV.小西克幸）                         | 2014年5月21日  | REC-122  | 22位            |
| DIABOLIK LOVERS ドS吸血CD VERSUSII Vol.3 カナトVSスバル 逆巻カナト（CV.梶裕貴）/ 逆巻スバル（CV.近藤隆）                             | 2014年6月18日  | REC-123  | 34位            |
| DIABOLIK LOVERS ドS吸血CD VERSUSII Vol.4 カルラVSシン 月浪カルラ（CV.森川智之）/ 月浪シン（CV.森久保祥太郎）                         | 2014年7月16日  | REC-124  | 30位            |
| DIABOLIK LOVERS ドS吸血CD VERSUSII Vol.5 ルキVSコウ 無神ルキ（CV.櫻井孝宏）/ 無神コウ（CV.木村良平）                                 | 2014年8月20日  | REC-125  | 18位            |
| DIABOLIK LOVERS ドS吸血CD VERSUSII Vol.6 ユーマVSアズサ 無神ユーマ（CV.鈴木達央）/ 無神アズサ（CV.岸尾だいすけ）                     | 2014年9月17日  | REC-126  | 28位            |
| DIABOLIK LOVERS ドS吸血CD BLOODY BOUQUET Vol.1 逆巻アヤト (CV.緑川 光)                                                               | 2015年4月22日  | REC-235  | 29位            |
| DIABOLIK LOVERS ドS吸血CD BLOODY BOUQUET Vol.2 無神ルキ (CV.櫻井 孝宏)                                                               | 2015年5月20日  | REC-236  | 18位            |
| DIABOLIK LOVERS ドS吸血CD BLOODY BOUQUET Vol.3 月浪カルラ (CV.森川 智之)                                                             | 2015年6月17日  | REC-237  | 40位            |
| DIABOLIK LOVERS ドS吸血CD BLOODY BOUQUET Vol.4 逆巻シュウ (CV.鳥海 浩輔)                                                             | 2015年7月22日  | REC-238  | 33位            |
| DIABOLIK LOVERS ドS吸血CD BLOODY BOUQUET Vol.5 無神コウ(CV.木村 良平)                                                                | 2015年8月19日  | REC-239  | 25位            |
| DIABOLIK LOVERS ドS吸血CD BLOODY BOUQUET Vol.6 逆巻レイジ (CV.小西 克幸)                                                             | 2015年9月23日  | REC-240  | 25位            |
| DIABOLIK LOVERS ドS吸血CD BLOODY BOUQUET Vol.7 月浪シン (CV.森久保 祥太郎)                                                           | 2015年10月21日 | REC-241  | 36位            |
| DIABOLIK LOVERS ドS吸血CD BLOODY BOUQUET Vol.8 無神ユーマ (CV.鈴木 達央)                                                             | 2015年11月18日 | REC-242  | 35位            |
| DIABOLIK LOVERS ドS吸血CD BLOODY BOUQUET Vol.9 逆巻カナト (CV.梶 裕貴)                                                               | 2015年12月16日 | REC-243  | 49位            |
| DIABOLIK LOVERS ドS吸血CD BLOODY BOUQUET Vol.10 逆巻ライト (CV.平川 大輔)                                                            | 2016年1月20日  | REC-244  | 37位            |
| DIABOLIK LOVERS ドS吸血CD BLOODY BOUQUET Vol.11 無神アズサ (CV.岸尾 だいすけ)                                                        | 2016年2月17日  | REC-245  | 41位            |
| DIABOLIK LOVERS ドS吸血CD BLOODY BOUQUET Vol.12 逆巻スバル (CV.近藤 隆)                                                              | 2016年3月23日  | REC-246  | 30位            |
| ドS吸血CD「DIABOLIK LOVERS」プレミアム Rejet BOX                                                                                     | 2015年11月18日 | REC-412  | 圏外            |
| DIABOLIK LOVERS ドS吸血CD VERSUSIII Vol.1 アヤトVSカルラ 逆巻アヤト（CV.緑川 光）/ 月浪カルラ（CV.森川智之）                         | 2016年4月20日  | REC-437  | 50位            |
| DIABOLIK LOVERS ドS吸血CD VERSUSIII Vol.2 ライトVSシン 逆巻ライト（CV.平川大輔）/ 月浪シン（CV.森久保祥太郎）                        | 2016年5月18日  | REC-438  | 52位            |
| DIABOLIK LOVERS ドS吸血CD VERSUSIII Vol.3 スバルVSコウ 逆巻スバル（CV.近藤 隆）/ 無神コウ（CV.木村良平）                             | 2016年6月15日  | REC-439  | 39位            |
| DIABOLIK LOVERS ドS吸血CD VERSUSIII Vol.4 レイジVSルキ 逆巻レイジ（CV.小西克幸）/ 無神ルキ（CV.櫻井孝宏）                            | 2016年7月20日  | REC-440  | 47位            |
| DIABOLIK LOVERS ドS吸血CD VERSUSIII Vol.5 シュウVSユーマ 逆巻シュウ（CV.鳥海浩輔）/ 無神ユーマ（CV.鈴木達央）                        | 2016年8月17日  | REC-441  | 25位            |
| DIABOLIK LOVERS ドS吸血CD VERSUSIII Vol.6 カナトVSアズサ 逆巻カナト（CV.梶 裕貴）/ 無神アズサ（CV.岸尾だいすけ）                     | 2016年9月21日  | REC-442  | 40位            |
| DIABOLIK LOVERS Para-Selene Vol.1 逆巻アヤト（CV.緑川光）                                                                            | 2017年4月26日  | REC-655  | 80位            |
| DIABOLIK LOVERS Para-Selene Vol.2 キノ（CV.前野智昭）                                                                                | 2017年5月24日  | REC-656  | 65位            |
| DIABOLIK LOVERS Para-Selene Vol.3 無神コウ（CV.木村良平）                                                                            | 2017年6月28日  | REC-657  | 48位            |
| DIABOLIK LOVERS Para-Selene Vol.4 月浪シン（CV.森久保祥太郎）                                                                        | 2017年7月26日  | REC-658  | 92位            |
| DIABOLIK LOVERS Para-Selene Vol.5 逆巻ライト（CV.平川大輔）                                                                          | 2017年8月23日  | REC-659  | 74位            |
| DIABOLIK LOVERS Para-Selene Vol.6 逆巻スバル（CV.近藤隆）                                                                            | 2017年9月27日  | REC-660  | 76位            |
| DIABOLIK LOVERS Para-Selene Vol.7 逆巻レイジ（CV.小西克幸）                                                                          | 2017年10月25日 | REC-661  | 81位            |
| DIABOLIK LOVERS Para-Selene Vol.8 無神アズサ（CV.岸尾だいすけ）                                                                      | 2017年11月22日 | REC-662  | 103位           |
| DIABOLIK LOVERS Para-Selene Vol.9 逆巻カナト（CV.梶 裕貴）                                                                           | 2017年12月27日 | REC-663  | 78位            |
| DIABOLIK LOVERS Para-Selene Vol.10 無神ユーマ（CV.鈴木達央）                                                                         | 2018年1月24日  | REC-664  | 63位            |
| DIABOLIK LOVERS Para-Selene Vol.11 月浪カルラ（CV.森川智之）                                                                         | 2018年2月28日  | REC-665  | 85位            |
| DIABOLIK LOVERS Para-Selene Vol.12 無神ルキ（CV.櫻井孝宏）                                                                           | 2018年3月28日  | REC-666  | 69位            |
| DIABOLIK LOVERS Para-Selene Vol.13 逆巻シュウ（CV.鳥海浩輔）                                                                         | 2018年4月25日  | REC-667  | 62位            |
| DIABOLIK LOVERS ドS吸血CD VERSUSⅣ Vol.1 アヤトVSキノVSシン 逆巻アヤト（CV.緑川光）/ キノ（CV.前野智昭）/ 月浪シン（CV.森久保祥太郎） | 2017年10月25日 | REC-740  | 99位            |
| DIABOLIK LOVERS ドS吸血CD VERSUSⅣ Vol.2 シュウVSルキ 逆巻シュウ（CV.鳥海浩輔）/ 無神ルキ（CV.櫻井孝宏）                              | 2017年11月22日 | REC-741  | 76位            |
| DIABOLIK LOVERS ドS吸血CD VERSUSⅣ Vol.3 スバルVSカルラ 逆巻スバル（CV.近藤隆）/ 月浪カルラ（CV.森川智之）                            | 2017年12月27日 | REC-742  | 74位            |
| DIABOLIK LOVERS ドS吸血CD VERSUSⅣ Vol.4 レイジVSアズサ 逆巻レイジ（CV.小西克幸）/ 無神アズサ（CV.岸尾だいすけ）                      | 2018年1月24日  | REC-743  | 111位           |
| DIABOLIK LOVERS ドS吸血CD VERSUSⅣ Vol.5 カナトVSコウ 逆巻カナト（CV.梶裕貴）/ 無神コウ（CV.木村良平）                                | 2018年2月28日  | REC-744  | 69位            |
| DIABOLIK LOVERS ドS吸血CD VERSUSⅣ Vol.6 ライトVSユーマ 逆巻ライト（CV.平川大輔）/ 無神ユーマ（CV.鈴木達央）                          | 2018年3月28日  | REC-745  | 100位           |
| DIABOLIK LOVERS ドS吸血CD 無神家5th Eternal Blood Vol.1 無神ルキ（CV.櫻井孝宏）                                                      | 2017年12月27日 | REC-736  | 50位            |
| DIABOLIK LOVERS ドS吸血CD 無神家5th Eternal Blood Vol.2 無神ユーマ（CV.鈴木達央）                                                    | 2017年12月27日 | REC-737  | 53位            |
| DIABOLIK LOVERS ドS吸血CD 無神家5th Eternal Blood Vol.3 無神コウ（CV.木村良平）                                                      | 2018年1月24日  | REC-738  | 60位            |
| DIABOLIK LOVERS ドS吸血CD 無神家5th Eternal Blood Vol.4 無神アズサ（CV.岸尾だいすけ）                                                | 2018年1月24日  | REC-739  | 79位            |
| DIABOLIK LOVERS ZERO Floor.1 逆巻アヤト（CV.緑川光）                                                                                 | 2018年8月22日  | REC-808  | 59位            |
| DIABOLIK LOVERS ZERO Floor.2 無神コウ（CV.木村良平）                                                                                 | 2018年9月26日  | REC-809  | 44位            |
| DIABOLIK LOVERS ZERO Floor.3 逆巻スバル（CV.近藤隆）                                                                                 | 2018年10月24日 | REC-810  | 59位            |
| DIABOLIK LOVERS ZERO Floor.4 月浪シン（CV.森久保祥太郎）                                                                             | 2018年11月28日 | REC-811  | 102位           |
| DIABOLIK LOVERS ZERO Floor.5 逆巻カナト（CV.梶裕貴）                                                                                 | 2018年12月26日 | REC-812  | 77位            |
| DIABOLIK LOVERS ZERO Floor.6 無神ユーマ（CV.鈴木達央）                                                                               | 2019年1月23日  | REC-813  | 57位            |
| DIABOLIK LOVERS ZERO Floor.7 キノ（CV.前野智昭）                                                                                     | 2019年2月27日  | REC-814  | 83位            |
| DIABOLIK LOVERS ZERO Floor.8 逆巻レイジ（CV.小西克幸）                                                                               | 2019年3月27日  | REC-815  | 92位            |
| DIABOLIK LOVERS ZERO Floor.9 月浪カルラ（CV.森川智之）                                                                               | 2019年4月24日  | REC-816  | 102位           |
| DIABOLIK LOVERS ZERO Floor.10 逆巻シュウ（CV.鳥海浩輔）                                                                              | 2019年5月22日  | REC-817  | 46位            |
| DIABOLIK LOVERS ZERO Floor.11 逆巻ライト（CV.平川大輔）                                                                              | 2019年6月26日  | REC-818  | 80位            |
| DIABOLIK LOVERS ZERO Floor.12 無神アズサ（CV.岸尾だいすけ）                                                                          | 2019年7月24日  | REC-819  | 91位            |
| DIABOLIK LOVERS ZERO Floor.13 無神ルキ（CV.櫻井孝宏）                                                                                | 2019年8月28日  | REC-820  | 45位            |
| DIABOLIK LOVERS ドS吸血CD 月浪＆キノ Born To Die Vol.1 月浪カルラ（CV.森川智之）                                                     | 2019年3月27日  | REC-870  | 158位           |
| DIABOLIK LOVERS ドS吸血CD 月浪＆キノ Born To Die Vol.2 月浪シン（CV.森久保祥太郎）                                                   | 2019年4月24日  | REC-871  | 159位           |
| DIABOLIK LOVERS ドS吸血CD 月浪＆キノ Born To Die Vol.3 キノ（CV.前野智昭）                                                           | 2019年5月22日  | REC-872  | 97位            |
| DIABOLIK LOVERS MORE, MORE BLOOD Vol.1 逆巻アヤト（CV.緑川光）                                                                       | 2019年12月25日 | REC-897  | 137位           |
| DIABOLIK LOVERS MORE, MORE BLOOD Vol.2 無神コウ（CV.木村良平）                                                                       | 2020年1月22日  | REC-898  | 61位            |
| DIABOLIK LOVERS MORE, MORE BLOOD Vol.3 逆巻シュウ（CV.鳥海浩輔）                                                                     | 2020年2月26日  | REC-899  | 56位            |
| DIABOLIK LOVERS MORE, MORE BLOOD Vol.4 月浪シン（CV.森久保祥太郎）                                                                   | 2020年3月25日  | REC-900  | 151位           |
| DIABOLIK LOVERS MORE, MORE BLOOD Vol.5 無神ユーマ（CV.鈴木達央）                                                                     | 2020年4月22日  | REC-901  | 88位            |
| DIABOLIK LOVERS MORE, MORE BLOOD Vol.6 逆巻レイジ（CV.小西克幸）                                                                     | 2020年5月27日  | REC-902  | 78位            |
| DIABOLIK LOVERS MORE, MORE BLOOD Vol.7 逆巻スバル（CV.近藤隆）                                                                       | 2020年6月24日  | REC-903  | 57位            |
| DIABOLIK LOVERS MORE, MORE BLOOD Vol.8 月浪カルラ（CV.森川智之）                                                                     | 2020年7月22日  | REC-904  | 89位            |
| DIABOLIK LOVERS MORE, MORE BLOOD Vol.9 逆巻カナト（CV.梶裕貴）                                                                       | 2020年8月26日  | REC-905  | 105位           |
| DIABOLIK LOVERS MORE, MORE BLOOD Vol.10 無神アズサ（CV.岸尾だいすけ）                                                                | 2020年9月23日  | REC-906  | 107位           |
| DIABOLIK LOVERS MORE, MORE BLOOD Vol.11 逆巻ライト（CV.平川大輔）                                                                    | 2020年10月28日 | REC-907  | 100位           |
| DIABOLIK LOVERS MORE, MORE BLOOD Vol.12 無神ルキ（CV.櫻井孝宏）                                                                      | 2020年11月25日 | REC-908  | 87位            |
| DIABOLIK LOVERS MORE, MORE BLOOD Vol.13 キノ（CV.前野智昭）                                                                          | 2020年12月23日 | REC-909  | 145位           |
| DIABOLIK LOVERS DAYLIGHT Vol.1 逆巻アヤト（CV:緑川光）                                                                               | 2021年3月24日  | REC-937  | 98位            |
| DIABOLIK LOVERS DAYLIGHT Vol.2 逆巻シュウ（CV:鳥海浩輔）                                                                             | 2021年4月28日  | REC-938  | 36位            |
| DIABOLIK LOVERS DAYLIGHT Vol.3 逆巻レイジ（CV:小西克幸）                                                                             | 2021年5月26日  | REC-939  | 55位            |
| DIABOLIK LOVERS DAYLIGHT Vol.4 逆巻スバル（CV:近藤隆）                                                                               | 2021年6月23日  | REC-940  | 50位            |
| DIABOLIK LOVERS DAYLIGHT Vol.5 逆巻カナト（CV:梶裕貴）                                                                               | 2021年7月28日  | REC-941  | 80位            |
| DIABOLIK LOVERS DAYLIGHT Vol.6 逆巻ライト（CV:平川大輔）                                                                             | 2021年8月25日  | REC-942  | 71位            |
| DIABOLIK LOVERS DAYLIGHT Vol.7 無神ルキ（CV:櫻井孝宏）                                                                               | 2021年9月22日  | REC-943  | 52位            |
| DIABOLIK LOVERS DAYLIGHT Vol.8 無神コウ（CV:木村良平）                                                                               | 2021年10月27日 | REC-944  | 63位            |
| DIABOLIK LOVERS DAYLIGHT Vol.9 無神ユーマ（CV:鈴木達央）                                                                             | 2021年11月24日 | REC-945  | 110位           |
| DIABOLIK LOVERS DAYLIGHT Vol.10 無神アズサ（CV:岸尾だいすけ）                                                                        | 2021年12月22日 | REC-946  | 143位           |
| DIABOLIK LOVERS DAYLIGHT Vol.11 月浪カルラ（CV:森川智之）                                                                            | 2022年1月26日  | REC-947  | 100位           |
| DIABOLIK LOVERS DAYLIGHT Vol.12 月浪シン（CV:森久保祥太郎）                                                                          | 2022年2月23日  | REC-948  | 135位           |
| DIABOLIK LOVERS DAYLIGHT Vol.13 キノ（CV:前野智昭）                                                                                  | 2022年3月23日  | REC-949  | 127位           |

### ドラマCD
| タイトル名                                  | 発売日         | 規格品番 | オリコン 初週位 |
| ------------------------------------------- | -------------- | -------- | --------------- |
| DIABOLIK LOVERS Blood & LoveSweet           | 2012年8月10日  | REC-024  | なし            |
| DIABOLIK LOVERS DARK FATE Vol.1 蝕の章      | 2014年8月20日  | REC-127  | 36位            |
| DIABOLIK LOVERS DARK FATE Vol.2 上弦の章    | 2014年9月17日  | REC-128  | 38位            |
| DIABOLIK LOVERS DARK FATE Vol.3 下弦の章    | 2014年10月15日 | REC-129  | 20位            |
| DIABOLIK LOVERS LOST EDEN Vol.1 逆巻編      | 2016年8月17日  | REC-443  | 43位            |
| DIABOLIK LOVERS LOST EDEN Vol.2 キノ編      | 2016年9月21日  | REC-444  | 45位            |
| DIABOLIK LOVERS LOST EDEN Vol.3 月浪編      | 2016年10月19日 | REC-445  | 79位            |
| DIABOLIK LOVERS LOST EDEN Vol.4 無神編      | 2016年11月16日 | REC-446  | 69位            |
| DIABOLIK LOVERS CHAOS LINEAGE Vol.1 SCARLET | 2017年7月26日  | REC-652  | 49位            |
| DIABOLIK LOVERS CHAOS LINEAGE Vol.2 VIOLET  | 2017年8月23日  | REC-653  | 42位            |
| DIABOLIK LOVERS CHAOS LINEAGE Vol.3 ORANGE  | 2017年9月27日  | REC-654  | 66位            |
| DIABOLIK LOVERS HOUSE OF VAMPIRE            | 発売日未定     |          |                 |

### キャラクターソングCD
| タイトル名 | 楽曲 | 発売日         | 規格品番                          | オリコン 初週位 |
| --- | --- | -------------- | --------------------------------- | --------------- |
| DIABOLIK LOVERS キャラクターソングVol.1 逆巻アヤト (CV.緑川 光)                                                | 「ADDICTED（2）PHANTOM」 「ADDICTED（2）PHANTOM -off vocal-」 録り下ろしミニドラマ「月光浴」 | 2013年6月5日   | REC-044                           | 23位            |
| DIABOLIK LOVERS キャラクターソングVol.2 逆巻カナト (CV.梶 裕貴)                                                | 「切断★舞踏会」 「切断★舞踏会 -off vocal-」 録り下ろしミニドラマ「僕だけのもの」 | 2013年7月3日   | REC-045                           | 17位            |
| DIABOLIK LOVERS キャラクターソングVol.3 逆巻ライト (CV.平川 大輔)                                              | 「血濡れた密会」 「血濡れた密会 -off vocal-」 録り下ろしミニドラマ「中毒」 | 2013年8月7日   | REC-046                           | 35位            |
| DIABOLIK LOVERS キャラクターソングVol.4 逆巻スバル (CV.近藤 隆)                                                | 「ZERO」 「ZERO -off vocal-」 録り下ろしミニドラマ「もっと熱く」 | 2013年9月4日   | REC-047                           | 30位            |
| DIABOLIK LOVERS キャラクターソングVol.5 逆巻シュウ (CV.鳥海 浩輔)                                              | 「Farewell Song」 「Farewell Song -off vocal-」 録り下ろしミニドラマ「絡まる気持ち」 | 2013年10月2日  | REC-048                           | 20位            |
| DIABOLIK LOVERS キャラクターソングVol.6 逆巻レイジ (CV.小西 克幸)                                              | 「とある預言者の、運命」 「とある預言者の、運命 -off vocal-」 録り下ろしミニドラマ「美しい花たち」 | 2013年11月6日  | REC-049                           | 31位            |
| DIABOLIK LOVERS Bloody Songs -SUPER BEST-                                                                      | 「ADDICTED（2）PHANTOM」 「切断★舞踏会」 「血濡れた密会」 「ZERO」 「Farewell Song」 「とある預言者の、運命」 「真夜中の饗宴（MIDNIGHT PLEASURE）」 「幻日理論 -Parhelion Logic-」 「極限（UNLIMITED）BLOOD」 「月蝕（Eclipse）」 「真夜中の饗宴（MIDNIGHT PLEASURE） -Remix-」 「極限（UNLIMITED）BLOOD -Remix-」 | 2014年5月21日  | REC-100:初回限定盤 REC-100:通常盤 | 24位            |
| DIABOLIK LOVERS MORE CHARACTER SONG Vol.1 逆巻アヤト (CV.緑川光)                                               | 「アルカディア」 「アルカディア -off vocal-」 録り下ろしミニドラマ「勝敗の行方」 | 2014年7月16日  | REC-130                           | 39位            |
| DIABOLIK LOVERS MORE CHARACTER SONG Vol.2 逆巻カナト (CV.梶裕貴)                                               | 「GRATEFUL★DEAD★MARCH」 「GRATEFUL★DEAD★MARCH -off vocal-」 録り下ろしミニドラマ「嫉妬で奏でるセレナーデ」 | 2014年8月20日  | REC-131                           | 28位            |
| DIABOLIK LOVERS MORE CHARACTER SONG Vol.3 無神ルキ (CV.櫻井孝宏)                                               | 「冷たい血」 「冷たい血 -off vocal-」 録り下ろしミニドラマ「甘い忠誠」 | 2014年9月17日  | REC-132                           | 37位            |
| DIABOLIK LOVERS MORE CHARACTER SONG Vol.4 無神コウ (CV.木村良平)                                               | 「悪魔的Spire!!!!」 「悪魔的Spire!!!! -off vocal-」 録り下ろしミニドラマ「ふたりだけの楽屋」 | 2014年10月15日 | REC-133                           | 18位            |
| DIABOLIK LOVERS MORE CHARACTER SONG Vol.5 逆巻ライト (CV.平川大輔)                                             | 「Q.E.D」 「Q.E.D -off vocal-」 録り下ろしミニドラマ「秘密のクローゼット」 | 2014年11月19日 | REC-134                           | 37位            |
| DIABOLIK LOVERS MORE CHARACTER SONG Vol.6 逆巻スバル (CV.近藤隆)                                               | 「愛しきPain」 「愛しきPain -off vocal-」 録り下ろしミニドラマ「ケンカの後で」 | 2014年12月17日 | REC-135                           | 42位            |
| DIABOLIK LOVERS MORE CHARACTER SONG Vol.7 無神ユーマ (CV.鈴木達央)                                             | 「暴言シンドローム」 「暴言シンドローム -off vocal-」 録り下ろしミニドラマ「甘美な教え」 | 2015年1月21日  | REC-136                           | 31位            |
| DIABOLIK LOVERS MORE CHARACTER SONG Vol.8 無神アズサ (CV.岸尾だいすけ)                                         | 「KILLYOU,AGAIN」 「KILLYOU,AGAIN -off vocal-」 録り下ろしミニドラマ「たったひとつの光はここに」 | 2015年2月18日  | REC-137                           | 41位            |
| DIABOLIK LOVERS MORE CHARACTER SONG Vol.9 逆巻シュウ (CV.鳥海浩輔)                                             | 「KISS♡MARK」 「KISS♡MARK -off vocal-」 録り下ろしミニドラマ「所有の刻印」 | 2015年3月18日  | REC-138                           | 37位            |
| DIABOLIK LOVERS MORE CHARACTER SONG Vol.10 逆巻レイジ (CV.小西克幸)                                            | 「苺の罪」 「苺の罪 -off vocal-」 録り下ろしミニドラマ「価値の見極め」 | 2015年4月15日  | REC-139                           | 30位            |
| DIABOLIK LOVERS Bloody Songs -SUPER BESTII- 逆巻家ver                                                          | 「アルカディア」 「GRATEFUL★DEAD★MARCH」 「冷たい血」 「悪魔的(Devil’s)Spire!!!!」 「Q.E.D.」 「愛しきPain」 「暴言シンドローム」 「KILLYOU,AGAIN」 「KISS♥MARK」 「苺の罪」 「吸愛ラビリンス」 「誓いのカンパネラ」 「Guilty×Guilty!!!」 「S.O.S-ΑtoΩ-」 「Bloody★Mayim★Mayim」                                   | 2015年8月19日  | REC-327                           | 7位             |
| DIABOLIK LOVERS Bloody Songs -SUPER BESTII- 無神家ver                                                          | 「アルカディア」 「GRATEFUL★DEAD★MARCH」 「冷たい血」 「悪魔的(Devil’s)Spire!!!!」 「Q.E.D.」 「愛しきPain」 「暴言シンドローム」 「KILLYOU,AGAIN」 「KISS♥MARK」 「苺の罪」 「吸愛ラビリンス」 「誓いのカンパネラ」 「Guilty×Guilty!!!」 「S.O.S-ΑtoΩ-」 「罠-If You’re Diablo-」                                 | 2015年8月19日  | REC-328                           | 7位             |
| DIABOLIK LOVERS Bloody Songs -SUPER BESTII- 月浪家ver                                                          | 「アルカディア」 「GRATEFUL★DEAD★MARCH」 「冷たい血」 「悪魔的(Devil’s)Spire!!!!」 「Q.E.D.」 「愛しきPain」 「暴言シンドローム」 「KILLYOU,AGAIN」 「KISS♥MARK」 「苺の罪」 「吸愛ラビリンス」 「誓いのカンパネラ」 「Guilty×Guilty!!!」 「S.O.S-ΑtoΩ-」 「血戦のDies irae」                                      | 2015年8月19日  | REC-329                           | 7位             |
| DIABOLIK LOVERS VERSUS SONG Requiem（2）Bloody Night Vol.I アヤトVSスバル（CV.緑川光） / （CV.近藤隆）         | 「→REDRUM←」 「→REDRUM←-アヤト ver-」 「→REDRUM←-スバル ver-」 「→REDRUM←-off vocal-」 録り下ろしミニドラマ「アヤトＶＳスバル」 | 2015年10月21日 | REC-331                           | 33位            |
| DIABOLIK LOVERS VERSUS SONG Requiem（2）Bloody Night Vol.II ルキVSアズサ（CV.櫻井孝宏 / CV.岸尾だいすけ）      | 「Luv Apple Juice」 「Luv Apple Juice -Reading ver.ルキ-」 「Luv Apple Juice -アズサ ver-」 「Luv Apple Juice -off vocal-」 録り下ろしミニドラマ「ルキＶＳアズサ」 | 2015年11月18日 | REC-332                           | 45位            |
| DIABOLIK LOVERS VERSUS SONG Requiem（2）Bloody Night Vol.III カルラVSシン（CV.森川智之） / （CV.森久保祥太郎） | 「Operation X」 「Operation X -カルラ ver-」 「Operation X -シン ver-」 「Operation X -off vocal-」 録り下ろしミニドラマ「カルラＶＳシン」 | 2015年12月16日 | REC-333                           | 58位            |
| DIABOLIK LOVERS VERSUS SONG Requiem（2）Bloody Night Vol.IV レイジVSカナト（CV.小西克幸） / （CV.梶裕貴）      | 「蠱惑のParade」 「蠱惑のParade -レイジ ver-」 「蠱惑のParade -カナト ver-」 「蠱惑のParade -off vocal-」 録り下ろしミニドラマ「レイジＶＳカナト」 | 2016年1月20日  | REC-334                           | 50位            |
| DIABOLIK LOVERS VERSUS SONG Requiem（2）Bloody Night Vol.V コウVSユーマ（CV.木村良平） / （CV.鈴木達央）       | 「DIE IS CAST」 「DIE IS CAST -コウ ver-」 「DIE IS CAST -ユーマ ver-」 「DIE IS CAST -off vocal-」 録り下ろしミニドラマ「コウＶＳユーマ」 | 2016年2月17日  | REC-335                           | 32位            |
| DIABOLIK LOVERS VERSUS SONG Requiem（2）Bloody Night Vol.VI シュウVSライト（CV.鳥海浩輔） / （CV.平川大輔）    | 「カモフラージュ」 「カモフラージュ -シュウ ver-」 「カモフラージュ -ライト ver-」 「カモフラージュ -off vocal-」 録り下ろしミニドラマ「シュウＶＳライト」 | 2016年3月23日  | REC-336                           | 40位            |
| DIABOLIK LOVERS Sadistic Song Vol.1 逆巻アヤト（CV.緑川光）                                                    | 「血極NIGHT」 「血極NIGHT -off vocal-」 録り下ろしミニドラマ | 2017年1月25日  | REC-526                           | 78位            |
| DIABOLIK LOVERS Sadistic Song Vol.2 逆巻カナト（CV.梶裕貴）                                                    | 「快感DEATH-TRUCTION」 「快感DEATH-TRUCTION -off vocal-」 録り下ろしミニドラマ | 2017年2月8日   | REC-527                           | 76位            |
| DIABOLIK LOVERS Sadistic Song Vol.3 逆巻ライト（CV.平川大輔）                                                  | 「CHAOS★PARTY」 「CHAOS★PARTY -off vocal-」 録り下ろしミニドラマ | 2017年2月22日  | REC-528                           | 95位            |
| DIABOLIK LOVERS Sadistic Song Vol.4 逆巻シュウ（CV.鳥海浩輔）                                                  | 「アイオライト」 「アイオライト -off vocal-」 録り下ろしミニドラマ | 2017年3月8日   | REC-529                           | 63位            |
| DIABOLIK LOVERS Sadistic Song Vol.5 逆巻レイジ（CV.小西克幸）                                                  | 「Mr.ButterflyMask」 「Mr.ButterflyMask -off vocal-」 録り下ろしミニドラマ | 2017年3月15日  | REC-530                           | 72位            |
| DIABOLIK LOVERS Sadistic Song Vol.6 逆巻スバル（CV.近藤隆）                                                    | 「SQueeze...」 「SQueeze... -off vocal-」 録り下ろしミニドラマ | 2017年3月22日  | REC-531                           | 66位            |
| DIABOLIK LOVERS Bloody Songs -SUPER BESTIII-                                                                   | 「→REDRUM←」 「Luv Apple Juice」 「Operation X」 「蠱惑のParade」 「DIE IS CAST」 「カモフラージュ」 「Fanatic of Night」 「VoiD」 「愛の檻」 「絶対感度のリビドー」 「カレイドナイト」 | 2017年4月26日  | REC-650                           | 31位            |

### サウンドトラック
| タイトル名                    | 発売日        | 規格品番 | オリコン 初週位 |
| ----------------------------- | ------------- | -------- | --------------- |
| DIABOLIK LOVERS BLOODY SCREAM | 2017年2月17日 | REC-645  | 127位           |

### CDの特典ドラマCD
| DIABOLIK LOVERS ドS吸血CD |
| --- |
| DIABOLIK LOVERS ドS吸血CD 6枚連動購入特典CD フリートーク&スペシャルボイスCD (CV.アヤト カナト ライト シュウ レイジ スバル)                                                                           |
| DIABOLIK LOVERS ドS吸血CD 6枚連動購入特典CD（アニメイト） 〜月夜の晩餐会〜 (CV.アヤト カナト ライト シュウ レイジ スバル)                                                                            |
| DiABOLiK LOVERS ドS吸血 VERSUS |
| DiABOLiK LOVERS ドS吸血 VERSUS 1 アヤトVSシュウ 購入特典CD（SKiT） 24HCD (CV.アヤト シュウ) |
| DiABOLiK LOVERS ドS吸血 VERSUS 2 ライトVSスバル 購入特典CD（SKiT） 24HCD (CV.ライト スバル) |
| DiABOLiK LOVERS ドS吸血 VERSUS 3 カナトVSレイジ 購入特典CD（SKiT） 24HCD (CV.カナト レイジ) |
| DIABOLIK LOVERS ドS吸血CD MORE,BLOOD |
| DIABOLIK LOVERS ドS吸血CD MORE,BLOOD 10枚連動購入特典CD （オフィシャル） ヴァンパイア界ナンバーワン決定戦！ヴァンパイアピック (CV.アヤト カナト ライト シュウ レイジ スバル ルキ コウ ユーマ アズサ) |
| DIABOLIK LOVERS ドS吸血CD MORE,BLOOD 10枚連動購入特典CD （アニメイト） カールハインツの部屋の恐怖 (CV.アヤト カナト ライト シュウ レイジ スバル ルキ コウ ユーマ アズサ)                             |
| DIABOLIK LOVERS キャラクターソング |
| DIABOLIK LOVERS キャラクターソング 6枚連動購入特典CD（オフィシャル） sweet time（CV.アヤト カナト ライト シュウ レイジ スバル）                                                                      |
| DIABOLIK LOVERS キャラクターソング 6枚連動購入特典CD（アニメイト） 逆巻兄弟・夜のカラオケ勝負!（CV.アヤト カナト ライト シュウ レイジ スバル）                                                       |
| DIABOLIK LOVERS ドS吸血CD VERSUSII |
| DIABOLIK LOVERS ドS吸血CD VERSUSII 6枚連動購入特典CD（アニメイト） 兄たちの座談会〜最強の兄きめちゃいます！〜!（CV.アヤト カナト ライト シュウ ルキ ユーマ カルラ）                                  |
| DIABOLIK LOVERS ドS吸血CD VERSUSII 6枚連動購入特典CD（タワーレコード） 弟たちの座談会〜最恐の弟決めちゃいます！〜（CV.カナト レイジ スバル コウ アズサ シン）                                        |
| DIABOLIK LOVERS MORE CHARACTER SONG |
| DIABOLIK LOVERS MORE CHARACTER SONG 10枚連動購入特典CD（アニメイト） ミスターヴァンパイアの憂鬱なるバイト生活（CV.カナト シュウ ルキ コウ アズサ）                                                   |
| DIABOLIK LOVERS MORE CHARACTER SONG 10枚連動購入特典CD（タワーレコード） 密着！逆巻記念総合病院・24時〜愛と信頼の究明吸求センター〜（CV.アヤト ライト レイジ スバル ユーマ）                         |
| DIABOLIK LOVERS ドS吸血CD BLOODY BOUQUET |
| DIABOLIK LOVERS ドS吸血CD BLOODY BOUQUET 12枚連動購入特典CD（アニメイト） 魔界的披露宴の極意〜ヴァンパイアのおもてなし〜（CV.カナト ライト シュウ コウ ユーマ カルラ）                               |
| DIABOLIK LOVERS ドS吸血CD BLOODY BOUQUET 12枚連動購入特典CD（タワーレコード） ヴァンパイア★コレクション20XX〜白いドレスは赤く染まる〜（CV.アヤト レイジ スバル ルキ アズサ シン）                    |
| DIABOLIK LOVERS VERSUS SONG Requiem（2）Bloody Night |
| DIABOLIK LOVERS VERSUS SONG Requiem（2）Bloody Night 6枚連動購入特典CD（アニメイト） コンクールはお金の香り!?〜ヴァンパイアたちの欲望（CV.アヤト シュウ レイジ ルキ コウ カルラ）                    |
| DIABOLIK LOVERS VERSUS SONG Requiem（2）Bloody Night 6枚連動購入特典CD（タワーレコード） 愛と青春のドッジボール〜異種能力と共に★〜（CV.カナト ライト スバル ユーマ アズサ シン）                     |
| DIABOLIK LOVERS ドS吸血CD VERSUSIII |
| DIABOLIK LOVERS ドS吸血CD VERSUSIII 6枚連動購入特典CD（アニメイト） ヴァンパイア的農村経営！〜災いは嵐と共に〜（CV.ライト レイジ スバル ユーマ アズサ カルラ）                                       |
| DIABOLIK LOVERS ドS吸血CD VERSUSIII 6枚連動購入特典CD（タワーレコード） 夜の★嶺帝学院の謎解き探検隊!!（CV.アヤト カナト シュウ ルキ コウ シン）                                                      |
| DIABOLIK LOVERS CHAOS LINEAGE |
| DIABOLIK LOVERS CHAOS LINEAGE 全巻購入特典CD（アニメイト） ディアヴォリック★自堕落生活〜長男の憂鬱〜（CV.シュウ ルキ キノ）                                                                          |
| DIABOLIK LOVERS Para-Selene |
| DIABOLIK LOVERS Para-Selene Vol.1購入特典CD（アニメイト） （CV.アヤト） |
| DIABOLIK LOVERS Para-Selene Vol.2購入特典CD（アニメイト） （CV.キノ） |
| DIABOLIK LOVERS Para-Selene Vol.3購入特典CD（アニメイト） （CV.コウ） |
| DIABOLIK LOVERS Para-Selene Vol.4購入特典CD（アニメイト） （CV.シン） |
| DIABOLIK LOVERS Para-Selene Vol.5購入特典CD（アニメイト） （CV.ライト） |
| DIABOLIK LOVERS Para-Selene Vol.6購入特典CD（アニメイト） （CV.スバル） |
| DIABOLIK LOVERS Para-Selene Vol.7購入特典CD（アニメイト） （CV.レイジ） |
| DIABOLIK LOVERS Para-Selene Vol.8購入特典CD（アニメイト） （CV.アズサ） |
| DIABOLIK LOVERS Para-Selene Vol.9購入特典CD（アニメイト） （CV.カナト） |
| DIABOLIK LOVERS Para-Selene Vol.10購入特典CD（アニメイト） （CV.ユーマ） |
| DIABOLIK LOVERS Para-Selene Vol.11購入特典CD（アニメイト） （CV.カルラ） |
| DIABOLIK LOVERS Para-Selene Vol.12購入特典CD（アニメイト） （CV.ルキ） |
| DIABOLIK LOVERS Para-Selene Vol.13購入特典CD（アニメイト） （CV.シュウ） |
| DIABOLIK LOVERS ドS吸血CD 無神家5th Eternal Blood |
| DIABOLIK LOVERS ドS吸血CD 無神家5th Eternal Blood vol.1&vol.2巻連動購入特典CD（アニメイト） ある日の無神家（CV.ルキ、ユーマ）                                                                        |
| DIABOLIK LOVERS ドS吸血CD 無神家5th Eternal Blood vol.3&vol.4巻連動購入特典CD（アニメイト） ある日の無神家（CV.コウ、アズサ）                                                                        |
| DIABOLIK LOVERS ドS吸血CD VERSUSⅣ |
| DIABOLIK LOVERS ドS吸血CD VERSUSⅣ vol.1購入特典CD（Rejet shop）ヴァンパイア、バイト始めたってさ （CV. キノ）                                                                                         |
| DIABOLIK LOVERS ドS吸血CD VERSUSⅣ Vol.1購入特典CD（アニメイト）ヴァンパイア、バイト始めたってさ （CV.アヤト）                                                                                        |
| DIABOLIK LOVERS ドS吸血CD VERSUSⅣ Vol.2購入特典CD（アニメイト）ヴァンパイア、バイト始めたってさ （CV.シュウ）                                                                                        |
| DIABOLIK LOVERS ドS吸血CD VERSUSⅣ Vol.3購入特典CD（アニメイト）ヴァンパイア、バイト始めたってさ （CV.スバル）                                                                                        |
| DIABOLIK LOVERS ドS吸血CD VERSUSⅣ Vol.4購入特典CD（アニメイト）ヴァンパイア、バイト始めたってさ （CV.レイジ）                                                                                        |
| DIABOLIK LOVERS ドS吸血CD VERSUSⅣ Vol.5購入特典CD（アニメイト）ヴァンパイア、バイト始めたってさ （CV.カナト）                                                                                        |
| DIABOLIK LOVERS ドS吸血CD VERSUSⅣ Vol.6購入特典CD（アニメイト）ヴァンパイア、バイト始めたってさ （CV.ライト）                                                                                        |
| DIABOLIK LOVERS ドS吸血CD VERSUSⅣ Vol.1購入特典CD（ステラワース）ヴァンパイア、バイト始めたってさ （CV.シン）                                                                                        |
| DIABOLIK LOVERS ドS吸血CD VERSUSⅣ Vol.2購入特典CD（ステラワース）ヴァンパイア、バイト始めたってさ （CV.ルキ）                                                                                        |
| DIABOLIK LOVERS ドS吸血CD VERSUSⅣ Vol.3購入特典CD（ステラワース）ヴァンパイア、バイト始めたってさ （CV.カルラ）                                                                                      |
| DIABOLIK LOVERS ドS吸血CD VERSUSⅣ Vol.4購入特典CD（ステラワース）ヴァンパイア、バイト始めたってさ （CV.アズサ）                                                                                      |
| DIABOLIK LOVERS ドS吸血CD VERSUSⅣ Vol.5購入特典CD（ステラワース）ヴァンパイア、バイト始めたってさ （CV.コウ）                                                                                        |
| DIABOLIK LOVERS ドS吸血CD VERSUSⅣ Vol.6購入特典CD（ステラワース）ヴァンパイア、バイト始めたってさ （CV.ユーマ）                                                                                      |
| DIABOLIK LOVERS ZERO |
| DIABOLIK LOVERS ZERO vol.1購入特典CD（アニメイト）夜更かしヴァンパイアの食テロ飯（CV.アヤト） |
| DIABOLIK LOVERS ZERO vol.2購入特典CD（アニメイト）夜更かしヴァンパイアの食テロ飯（CV.コウ） |
| DIABOLIK LOVERS ZERO vol.3購入特典CD（アニメイト）夜更かしヴァンパイアの食テロ飯（CV.スバル） |
| DIABOLIK LOVERS ZERO vol.4購入特典CD（アニメイト）夜更かしヴァンパイアの食テロ飯（CV.シン） |
| DIABOLIK LOVERS ZERO vol.5購入特典CD（アニメイト）夜更かしヴァンパイアの食テロ飯（CV.カナト） |
| DIABOLIK LOVERS ZERO vol.6購入特典CD（アニメイト）夜更かしヴァンパイアの食テロ飯（CV.ユーマ） |
| DIABOLIK LOVERS ZERO vol.7購入特典CD（アニメイト）夜更かしヴァンパイアの食テロ飯（CV.キノ） |
| DIABOLIK LOVERS ZERO vol.8購入特典CD（アニメイト）夜更かしヴァンパイアの食テロ飯（CV.レイジ） |
| DIABOLIK LOVERS ZERO vol.9購入特典CD（アニメイト）夜更かしヴァンパイアの食テロ飯（CV.カルラ） |
| DIABOLIK LOVERS ZERO vol.10購入特典CD（アニメイト）夜更かしヴァンパイアの食テロ飯（CV.シュウ） |
| DIABOLIK LOVERS ZERO vol.11購入特典CD（アニメイト）夜更かしヴァンパイアの食テロ飯（CV.ライト） |
| DIABOLIK LOVERS ZERO vol.12購入特典CD（アニメイト）夜更かしヴァンパイアの食テロ飯（CV.アズサ） |
| DIABOLIK LOVERS ZERO vol.13購入特典CD（アニメイト）夜更かしヴァンパイアの食テロ飯（CV.ルキ） |
| DIABOLIK LOVERS ドS吸血CD 月浪＆キノ Born To Die |
| DIABOLIK LOVERS ドS吸血CD 月浪＆キノ Born To Die vol.1購入特典CD（アニメイト）彼が貴女の誕生日をお祝いするCD（CV.カルラ）                                                                            |
| DIABOLIK LOVERS ドS吸血CD 月浪＆キノ Born To Die vol.2購入特典CD（アニメイト）彼が貴女の誕生日をお祝いするCD（CV.シン）                                                                              |
| DIABOLIK LOVERS ドS吸血CD 月浪＆キノ Born To Die vol.3購入特典CD（アニメイト）彼が貴女の誕生日をお祝いするCD（CV.キノ）                                                                              |
| DIABOLIK LOVERS MORE, MORE BLOOD |
| DIABOLIK LOVERS MORE, MORE BLOOD vol.1 豪華版限定ドラマCD |
| DIABOLIK LOVERS MORE, MORE BLOOD vol.2 豪華版限定ドラマCD |
| DIABOLIK LOVERS MORE, MORE BLOOD vol.3 豪華版限定ドラマCD |
| DIABOLIK LOVERS MORE, MORE BLOOD vol.4 豪華版限定ドラマCD |
| DIABOLIK LOVERS MORE, MORE BLOOD vol.5 豪華版限定ドラマCD |
| DIABOLIK LOVERS MORE, MORE BLOOD vol.6 豪華版限定ドラマCD |
| DIABOLIK LOVERS MORE, MORE BLOOD vol.7 豪華版限定ドラマCD |
| DIABOLIK LOVERS MORE, MORE BLOOD vol.8 豪華版限定ドラマCD |
| DIABOLIK LOVERS MORE, MORE BLOOD vol.9 豪華版限定ドラマCD |
| DIABOLIK LOVERS MORE, MORE BLOOD vol.10 豪華版限定ドラマCD |
| DIABOLIK LOVERS MORE, MORE BLOOD vol.11 豪華版限定ドラマCD |
| DIABOLIK LOVERS MORE, MORE BLOOD vol.12 豪華版限定ドラマCD |
| DIABOLIK LOVERS MORE, MORE BLOOD vol.13 豪華版限定ドラマCD |
| DIABOLIK LOVERS MORE, MORE BLOOD vol.1 豪華版購入特典CD（アニメイト） たまにはまともに学園生活！（CV.アヤト）                                                                                        |
| DIABOLIK LOVERS MORE, MORE BLOOD vol.2 豪華版購入特典CD（アニメイト） たまにはまともに学園生活！（CV.コウ）                                                                                          |
| DIABOLIK LOVERS MORE, MORE BLOOD vol.3 豪華版購入特典CD（アニメイト） たまにはまともに学園生活！（CV.シュウ）                                                                                        |
| DIABOLIK LOVERS MORE, MORE BLOOD vol.4 豪華版購入特典CD（アニメイト） たまにはまともに学園生活！（CV.シン）                                                                                          |
| DIABOLIK LOVERS MORE, MORE BLOOD vol.5 豪華版購入特典CD（アニメイト） たまにはまともに学園生活！（CV.ユーマ）                                                                                        |
| DIABOLIK LOVERS MORE, MORE BLOOD vol.6 豪華版購入特典CD（アニメイト） たまにはまともに学園生活！（CV.レイジ）                                                                                        |
| DIABOLIK LOVERS MORE, MORE BLOOD vol.7 豪華版購入特典CD（アニメイト） たまにはまともに学園生活！（CV.スバル）                                                                                        |
| DIABOLIK LOVERS MORE, MORE BLOOD vol.8 豪華版購入特典CD（アニメイト） たまにはまともに学園生活！（CV.カルラ）                                                                                        |
| DIABOLIK LOVERS MORE, MORE BLOOD vol.9 豪華版購入特典CD（アニメイト） たまにはまともに学園生活！（CV.カナト）                                                                                        |
| DIABOLIK LOVERS MORE, MORE BLOOD vol.10 豪華版購入特典CD（アニメイト） たまにはまともに学園生活！（CV.アズサ）                                                                                       |
| DIABOLIK LOVERS MORE, MORE BLOOD vol.11 豪華版購入特典CD（アニメイト） たまにはまともに学園生活！（CV.ライト）                                                                                       |
| DIABOLIK LOVERS MORE, MORE BLOOD vol.12 豪華版購入特典CD（アニメイト） たまにはまともに学園生活！（CV.ルキ）                                                                                         |
| DIABOLIK LOVERS MORE, MORE BLOOD vol.13 豪華版購入特典CD（アニメイト） たまにはまともに学園生活！（CV.キノ）                                                                                         |
| DIABOLIK LOVERS MORE, MORE BLOOD vol.1 豪華版購入特典CD（セブンネットショッピング、ステラワース） 彼が貴女を独り占めするCD（CV.アヤト）                                                              |
| DIABOLIK LOVERS MORE, MORE BLOOD vol.2 豪華版購入特典CD（セブンネットショッピング、ステラワース） 彼が貴女を独り占めするCD（CV.コウ）                                                                |
| DIABOLIK LOVERS MORE, MORE BLOOD vol.3 豪華版購入特典CD（セブンネットショッピング、ステラワース） 彼が貴女を独り占めするCD（CV.シュウ）                                                              |
| DIABOLIK LOVERS MORE, MORE BLOOD vol.4 豪華版購入特典CD（セブンネットショッピング、ステラワース） 彼が貴女を独り占めするCD（CV.シン）                                                                |
| DIABOLIK LOVERS MORE, MORE BLOOD vol.5 豪華版購入特典CD（セブンネットショッピング、ステラワース） 彼が貴女を独り占めするCD（CV.ユーマ）                                                              |
| DIABOLIK LOVERS MORE, MORE BLOOD vol.6 豪華版購入特典CD（セブンネットショッピング、ステラワース） 彼が貴女を独り占めするCD（CV.レイジ）                                                              |
| DIABOLIK LOVERS MORE, MORE BLOOD vol.7 豪華版購入特典CD（セブンネットショッピング、ステラワース） 彼が貴女を独り占めするCD（CV.スバル）                                                              |
| DIABOLIK LOVERS MORE, MORE BLOOD vol.8 豪華版購入特典CD（セブンネットショッピング、ステラワース） 彼が貴女を独り占めするCD（CV.カルラ）                                                              |
| DIABOLIK LOVERS MORE, MORE BLOOD vol.9 豪華版購入特典CD（セブンネットショッピング、ステラワース） 彼が貴女を独り占めするCD（CV.カナト）                                                              |
| DIABOLIK LOVERS MORE, MORE BLOOD vol.10 豪華版購入特典CD（セブンネットショッピング、ステラワース） 彼が貴女を独り占めするCD（CV.アズサ）                                                             |
| DIABOLIK LOVERS MORE, MORE BLOOD vol.11 豪華版購入特典CD（セブンネットショッピング、ステラワース） 彼が貴女を独り占めするCD（CV.ライト）                                                             |
| DIABOLIK LOVERS MORE, MORE BLOOD vol.12 豪華版購入特典CD（セブンネットショッピング、ステラワース） 彼が貴女を独り占めするCD（CV.ルキ）                                                               |
| DIABOLIK LOVERS MORE, MORE BLOOD vol.13 豪華版購入特典CD（セブンネットショッピング、ステラワース） 彼が貴女を独り占めするCD（CV.キノ）                                                               |
| DIABOLIK LOVERS DAYLIGHT |
| DIABOLIK LOVERS DAYLIGHT 有償特典 SKiT Dolce・Rejet shop限定 吸愛パック ・限定ドラマCD「理不尽レッスン♪」 ・「カレからの吸愛プロポーズレター」（全1種）                                              |
| DIABOLIK LOVERS DAYLIGHT Vol.1 購入特典ドラマCD（アニメイト）「添い寝でおやすみ★ヴァンパイア」（CV.アヤト）                                                                                          |
| DIABOLIK LOVERS DAYLIGHT Vol.2 購入特典ドラマCD（アニメイト）「添い寝でおやすみ★ヴァンパイア」（CV.シュウ）                                                                                          |
| DIABOLIK LOVERS DAYLIGHT Vol.3 購入特典ドラマCD（アニメイト）「添い寝でおやすみ★ヴァンパイア」（CV.レイジ）                                                                                          |
| DIABOLIK LOVERS DAYLIGHT Vol.4 購入特典ドラマCD（アニメイト）「添い寝でおやすみ★ヴァンパイア」（CV.スバル）                                                                                          |
| DIABOLIK LOVERS DAYLIGHT Vol.5 購入特典ドラマCD（アニメイト）「添い寝でおやすみ★ヴァンパイア」（CV.カナト）                                                                                          |
| DIABOLIK LOVERS DAYLIGHT Vol.6 購入特典ドラマCD（アニメイト）「添い寝でおやすみ★ヴァンパイア」（CV.ライト）                                                                                          |
| DIABOLIK LOVERS DAYLIGHT Vol.7 購入特典ドラマCD（アニメイト）「添い寝でおやすみ★ヴァンパイア」（CV.ルキ）                                                                                            |
| DIABOLIK LOVERS DAYLIGHT Vol.8 購入特典ドラマCD（アニメイト）「添い寝でおやすみ★ヴァンパイア」（CV.コウ）                                                                                            |
| DIABOLIK LOVERS DAYLIGHT Vol.9 購入特典ドラマCD（アニメイト）「添い寝でおやすみ★ヴァンパイア」（CV.ユーマ）                                                                                          |
| DIABOLIK LOVERS DAYLIGHT Vol.10 購入特典ドラマCD（アニメイト）「添い寝でおやすみ★ヴァンパイア」（CV.アズサ）                                                                                         |
| DIABOLIK LOVERS DAYLIGHT Vol.11 購入特典ドラマCD（アニメイト）「添い寝でおやすみ★ヴァンパイア」（CV.カルラ）                                                                                         |
| DIABOLIK LOVERS DAYLIGHT Vol.12 購入特典ドラマCD（アニメイト）「添い寝でおやすみ★ヴァンパイア」（CV.シン）                                                                                           |
| DIABOLIK LOVERS DAYLIGHT Vol.13 購入特典ドラマCD（アニメイト）「添い寝でおやすみ★ヴァンパイア」（CV.キノ）                                                                                           |
| DIABOLIK LOVERS DAYLIGHT Vol.1 購入特典ドラマCD（ステラワース・セブンネットショッピング）「サディスティック★デート」（CV.アヤト）                                                                    |
| DIABOLIK LOVERS DAYLIGHT Vol.2 購入特典ドラマCD（ステラワース・セブンネットショッピング）「サディスティック★デート」（CV.シュウ）                                                                    |
| DIABOLIK LOVERS DAYLIGHT Vol.3 購入特典ドラマCD（ステラワース・セブンネットショッピング）「サディスティック★デート」（CV.レイジ）                                                                    |
| DIABOLIK LOVERS DAYLIGHT Vol.4 購入特典ドラマCD（ステラワース・セブンネットショッピング）「サディスティック★デート」（CV.スバル）                                                                    |
| DIABOLIK LOVERS DAYLIGHT Vol.5 購入特典ドラマCD（ステラワース・セブンネットショッピング）「サディスティック★デート」（CV.カナト）                                                                    |
| DIABOLIK LOVERS DAYLIGHT Vol.6 購入特典ドラマCD（ステラワース・セブンネットショッピング）「サディスティック★デート」（CV.ライト）                                                                    |
| DIABOLIK LOVERS DAYLIGHT Vol.7 購入特典ドラマCD（ステラワース・セブンネットショッピング）「サディスティック★デート」（CV.ルキ）                                                                      |
| DIABOLIK LOVERS DAYLIGHT Vol.8 購入特典ドラマCD（ステラワース・セブンネットショッピング）「サディスティック★デート」（CV.コウ）                                                                      |
| DIABOLIK LOVERS DAYLIGHT Vol.9 購入特典ドラマCD（ステラワース・セブンネットショッピング）「サディスティック★デート」（CV.ユーマ）                                                                    |
| DIABOLIK LOVERS DAYLIGHT Vol.10 購入特典ドラマCD（ステラワース・セブンネットショッピング）「サディスティック★デート」（CV.アズサ）                                                                   |
| DIABOLIK LOVERS DAYLIGHT Vol.11 購入特典ドラマCD（ステラワース・セブンネットショッピング）「サディスティック★デート」（CV.カルラ）                                                                   |
| DIABOLIK LOVERS DAYLIGHT Vol.12 購入特典ドラマCD（ステラワース・セブンネットショッピング）「サディスティック★デート」（CV.シン）                                                                     |
| DIABOLIK LOVERS DAYLIGHT Vol.13 購入特典ドラマCD（ステラワース・セブンネットショッピング）「サディスティック★デート」（CV.キノ）                                                                     |

### ゲームの特典ドラマCD
| DIABOLIK LOVERS |
| --- |
| DIABOLIK LOVERS 限定版特典CD 逆巻兄弟★テストバトル勃発！（CV.アヤト カナト ライト シュウ レイジ スバル） |
| DIABOLIK LOVERS 限定版特典CD アナザーシチュエーション 〜あなたの耳元で囁くCD〜（CV.アヤト カナト ライト シュウ レイジ スバル） |
| DIABOLIK LOVERS 予約版特典CD 夜の！体育祭★開催（CV.アヤト カナト ライト シュウ レイジ スバル） |
| DIABOLIK LOVERS 店舗特典CD（アニメイト）雪山のミラージュ（CV.アヤト シュウ レイジ） |
| DIABOLIK LOVERS 店舗特典CD（ステラワース、アリスNET）キノコ凶奏曲（CV.カナト シュウ スバル） |
| DIABOLIK LOVERS 店舗特典CD (いまじんWEBショップ) トリック・オア・ヴァンパイア!? (CV.アヤト カナト ライト) |
| DIABOLIK LOVERS 店舗特典CD (SKiT) DIABOLIK LOVERS ORIGINAL SOUNDTRACK |
| DIABOLIK LOVERS MORE,BLOOD |
| DIABOLIK LOVERS MORE,BLOOD 限定版特典CD 華麗なる執事喫茶への道 〜ラ・ヴィアン・ローズ〜 （CV.アヤト カナト ライト シュウ レイジ スバル ルキ コウ ユーマ アズサ）                                                                             |
| DIABOLIK LOVERS MORE,BLOOD 予約版特典CD オデッサの呪い 〜追いつめられしヴァンパイアたち〜（CV.アヤト カナト ライト シュウ レイジ スバル ルキ コウ ユーマ アズサ）                                                                            |
| DIABOLIK LOVERS MORE,BLOOD 店舗特典CD（いまじんWEBショップ）入れ替わり騒動〜三つ子編〜（CV.アヤト ライト カナト） |
| DIABOLIK LOVERS MORE,BLOOD 店舗特典CD (いまじんWEBショップ) おいしいパスタとマカロン (CV.ライト レイジ コウ) |
| DIABOLIK LOVERS MORE,BLOOD 店舗特典CD（アニメイト）入れ替わり騒動 〜寡黙組編〜 （CV.シュウ レイジ スバル） |
| DIABOLIK LOVERS MORE,BLOOD 店舗特典CD（アリスNET、ebten、メディアランド秋葉原店 ）華麗なる非日常への誘い〜誘惑はたこ焼きと共に〜（CV.アヤト ルキ コウ）                                                                                      |
| DIABOLIK LOVERS MORE,BLOOD 店舗特典CD（SKIT）ORIGINAL SOUNDTRACK・Trick or Treat（CV.カナト シュウ スバル） |
| DIABOLIK LOVERS MORE,BLOOD 店舗特典CD（ステラワース）働かざるもの！？ 喰うべからず 〜ある菜園の日常〜（CV.カナト ユーマ アズサ） |
| DIABOLIK LOVERS MORE,BLOOD 店舗特典CD（ステラワース）録りおろしスペシャルボイスCD（CV.アヤト スバル シュウ） |
| DIABOLIK LOVERS LIMITED V EDITION |
| DIABOLIK LOVERS LIMITED V EDITION 限定版特典CD ブラザーズコンプレックス〜棺桶の中の君へ〜 （CV.アヤト カナト ライト シュウ レイジ スバル）                                                                                                   |
| DIABOLIK LOVERS LIMITED V EDITION 予約特典CD ヴァンパイア★ジュース〜届けられたお歳暮〜（CV.アヤト カナト ライト シュウ レイジ スバル） |
| DIABOLIK LOVERS LIMITED V EDITION 店舗特典CD（アニメイト） シチュエーションCD 看病〜カナト編〜（CV.カナト） |
| DIABOLIK LOVERS LIMITED V EDITION 店舗特典CD（いまじんWEBショップ） シチュエーションCD 看病〜ライト編〜（CV.ライト） |
| DIABOLIK LOVERS LIMITED V EDITION 店舗特典CD（SKiT） シチュエーションCD 看病〜スバル編〜（CV.スバル） |
| DIABOLIK LOVERS LIMITED V EDITION 店舗特典CD（ステラワース） シチュエーションCD 看病〜シュウ編〜（CV.シュウ） |
| DIABOLIK LOVERS LIMITED V EDITION 店舗特典CD（ソフマップ） シチュエーションCD 看病〜アヤト編〜（CV.アヤト） |
| DIABOLIK LOVERS LIMITED V EDITION 店舗特典CD（WonderGoo）シチュエーションCD 看病〜レイジ編〜（CV.レイジ） |
| DIABOLIK LOVERS VANDEAD CARNIVAL |
| DIABOLIK LOVERS VANDEAD CARNIVAL 限定版特典CD ドキッ★ヴァンパイアだらけの混浴物語〜男たちの戦場〜（CV.アヤト カナト ライト シュウ レイジ スバル ルキ コウ ユーマ アズサ）                                                                    |
| DIABOLIK LOVERS VANDEAD CARNIVAL 予約版特典CD カーニバルの女王様★王様ゲームで決めちゃって！（CV.アヤト カナト ライト シュウ レイジ スバル ルキ コウ ユーマ アズサ）                                                                          |
| DIABOLIK LOVERS VANDEAD CARNIVAL 店舗特典CD（アニメイト）魔界イチのイケメンは誰だ？〜能あるヴァンパイアはキバを隠す〜（CV.シュウ スバル コウ）                                                                                               |
| DIABOLIK LOVERS VANDEAD CARNIVAL 店舗特典CD（ステラワース）魔界の秘密道具〜使用上の注意をよく読み、正しくお使い下さい〜（CV.アヤト シュウ アズサ）                                                                                           |
| DIABOLIK LOVERS VANDEAD CARNIVAL ステラセット付属CD 録りおろしスペシャルボイスCD（CV.シュウ スバル ルキ ユーマ） |
| DIABOLIK LOVERS VANDEAD CARNIVAL 店舗特典CD（いまじんWEBショップ）無神ライトの華麗なる理想生活〜よそはよそ、うちはうち〜（CV.ライト ルキ ユーマ）                                                                                            |
| DIABOLIK LOVERS VANDEAD CARNIVAL 店舗特典CD（SKiT & Rejet shop）ミッションインポッシブル？〜脱出セヨ！ビッグテディ〜（CV.カナト レイジ ルキ）                                                                                                |
| DIABOLIK LOVERS MORE,BLOOD LIMITED V EDITION |
| DIABOLIK LOVERS MORE,BLOOD LIMITED V EDITION 限定版特典CD 修学旅行のヴァンパイア〜プリンセスランド炎上〜（CV.アヤト カナト ライト シュウ レイジ スバル ルキ コウ ユーマ アズサ）                                                             |
| DIABOLIK LOVERS MORE,BLOOD LIMITED V EDITION 予約特典CD 華麗なる登山への誘い〜誘惑は焼肉の香り〜（CV.アヤト カナト ライト シュウ レイジ スバル ルキ コウ ユーマ アズサ）                                                                     |
| DIABOLIK LOVERS MORE,BLOOD LIMITED V EDITION 店舗特典CD（アニメイト） シチュエーションCD ヴァンパイアとの365日 シュウ編 〜ホラー映画鑑賞〜（CV.シュウ）                                                                                      |
| DIABOLIK LOVERS MORE,BLOOD LIMITED V EDITION 店舗特典CD（ステラワース） シチュエーションCD ヴァンパイアとの365日 スバル編 〜アイスクリーム・パニック〜（CV.スバル）                                                                          |
| DIABOLIK LOVERS MORE,BLOOD LIMITED V EDITION ステラセット付属CD 録りおろしボイスCD（CV.シュウ スバル ルキ ユーマ） |
| DIABOLIK LOVERS MORE,BLOOD LIMITED V EDITION 店舗特典CD（あみあみ） シチュエーションCD ヴァンパイアとの365日 コウ編 〜お風呂上りにきみと〜（CV.コウ）                                                                                        |
| DIABOLIK LOVERS MORE,BLOOD LIMITED V EDITION 店舗特典CD（アリスNET） シチュエーションCD ヴァンパイアとの365日 レイジ編 〜眼鏡の奥の真相？〜（CV.レイジ）                                                                                     |
| DIABOLIK LOVERS MORE,BLOOD LIMITED V EDITION 店舗特典CD（いまじんＷＥＢショップ） シチュエーションCD ヴァンパイアとの365日 ライト編 〜もしかして、重病人！？〜（CV.ライト）                                                                  |
| DIABOLIK LOVERS MORE,BLOOD LIMITED V EDITION SKiT & Rejet shop限定セット シチュエーションCD ヴァンパイアとの365日 カナト編 〜スウィート・ピクニック〜（CV.カナト）                                                                           |
| DIABOLIK LOVERS MORE,BLOOD LIMITED V EDITION 店舗特典CD（セブンネットショッピング） シチュエーションCD ヴァンパイアとの365日 アズサ編 〜君しか見えない〜（CV.アズサ）                                                                        |
| DIABOLIK LOVERS MORE,BLOOD LIMITED V EDITION 店舗特典CD（ソフマップ） シチュエーションCD ヴァンパイアとの365日 アヤト編 〜春の約束〜（CV.アヤト）                                                                                            |
| DIABOLIK LOVERS MORE,BLOOD LIMITED V EDITION 店舗特典CD（ネオ・ウィング） シチュエーションCD ヴァンパイアとの365日 ユーマ編 〜焚火の中にあるものは？〜（CV.ユーマ）                                                                          |
| DIABOLIK LOVERS MORE,BLOOD LIMITED V EDITION 店舗特典CD（WonderGOO） シチュエーションCD ヴァンパイアとの365日 ルキ編 〜ふたつの赤い痕〜（CV. ルキ）                                                                                          |
| DIABOLIK LOVERS DARK FATE |
| DIABOLIK LOVERS DARK FATE 限定版特典CD ディアボリック★エステティック〜心も身体も血液もドSに美しく〜（CV.アヤト カナト レイジ ルキ ユーマ シン）                                                                                              |
| DIABOLIK LOVERS DARK FATE 限定版特典CD 悪魔的★ドSティーチャーズ〜夢か現か〜（CV.ライト シュウ スバル コウ アズサ カルラ） |
| DIABOLIK LOVERS DARK FATE 予約版特典CD 切実に★お金がないヴァンパイアたち（CV.アヤト カナト ライト シュウ レイジ スバル ルキ コウ ユーマ アズサ カルラ シン）                                                                                 |
| DIABOLIK LOVERS DARK FATE 店舗特典CD（アニメイト）最強はオレだ！〜スバルVSユーマ時々アヤト〜（CV.アヤト スバル ユーマ） |
| DIABOLIK LOVERS DARK FATE 店舗特典CD（ステラワース）魔界的!? 『ワル』ってどんなヤツ!?（CV.ライト シュウ シン） |
| DIABOLIK LOVERS DARK FATE ステラセット付属CD 録りおろしスペシャルボイスCD（CV.シュウ スバル ルキ ユーマ） |
| DIABOLIK LOVERS DARK FATE 店舗特典CD（いまじんＷＥＢショップ）灼熱のクッキングバトル！〜始祖王の究極料理〜（CV.レイジ ルキ カルラ） |
| DIABOLIK LOVERS DARK FATE 店舗特典CD（いまじんＷＥＢショップ）どっちが彼でSHOW!! ターゲットはビッチなあの子!?（CV.ライト コウ ユーマ） |
| DIABOLIK LOVERS DARK FATE 店舗特典CD（SKiT & Rejet shop）ヴァンパイア流、無神コウ改造計画!?（CV.カナト コウ アズサ） |
| DIABOLIK LOVERS LUNATIC PARADE |
| DIABOLIK LOVERS LUNATIC PARADE 限定版特典CD ディアボリック・水上ショータイム（CV.アヤト カナト ライト シュウ レイジ スバル ルキ コウ ユーマ アズサ カルラ シン）                                                                             |
| DIABOLIK LOVERS LUNATIC PARADE 予約版特典CD 12人のヴァンパイアと不思議なチョコレート工場（CV.アヤト カナト ライト シュウ レイジ スバル ルキ コウ ユーマ アズサ カルラ シン）                                                                 |
| DIABOLIK LOVERS LUNATIC PARADE 店舗特典CD（アニメイト）「お客様にお伝えします。当ホテルから直ちに退避してください。なお、従業員の指示には絶対に従わないでください」〜ホテル・モーントシュタイン客室担当 始祖王＆ダル男〜（CV.シュウ カルラ） |
| DIABOLIK LOVERS LUNATIC PARADE 店舗特典CD（ステラワース）魅惑の誘い〜もふもふは突然に〜（CV.スバル シン） |
| DIABOLIK LOVERS LUNATIC PARADE ステラセット付属CD 録りおろしスペシャルボイスCD（CV.アヤト シュウ スバル） |
| DIABOLIK LOVERS LUNATIC PARADE 店舗特典CD（いまじんＷＥＢショップ）モテ★オトコは辛いよ〜着ぐるみの中からこんにちは〜（CV.ライト コウ） |
| DIABOLIK LOVERS LUNATIC PARADE 店舗特典CD（いまじんＷＥＢショップ）末っ子の受難 〜シュウＶＳルキ 正しき長男たちの饗宴〜（CV.シュウ スバル ルキ）                                                                                             |
| DIABOLIK LOVERS LUNATIC PARADE 店舗特典CD（SKiT）ゲストの心を魅了する!? 〜伝説の清掃パフォーマー〜（CV.レイジルキ） |
| DIABOLIK LOVERS LUNATIC PARADE 店舗特典CD（ソフマップ）午後３時、とあるパレードの一幕〜華麗なるウェイター〜（CV.カナト アズサ） |
| DIABOLIK LOVERS LUNATIC PARADE 店舗特典CD（Rejet）ゲストの心を魅了する!? 〜伝説の清掃パフォーマー〜（CV.レイジ ルキ） |
| DIABOLIK LOVERS LUNATIC PARADE 店舗特典CD（WonderGOO）迷子センターの喧騒〜童心返りはほどほどに〜（CV.アヤト ユーマ） |
| DIABOLIK LOVERS LOST EDEN |
| DIABOLIK LOVERS LOST EDEN 予約特典CD 究極の節約術お見せします★ヴァンパイア道の極意（CV.アヤト カナト ライト シュウ レイジ スバル ルキ コウ ユーマ アズサ カルラ シン キノ）                                                                  |
| DIABOLIK LOVERS LOST EDEN 限定版特典CD 最強のあだ名考えます★ヴァンパイアたちの苦悩（CV.アヤト ライト ルキ コウ ユーマ カルラ） |
| DIABOLIK LOVERS LOST EDEN 限定版特典CD 靴下を探してin逆巻家〜開けてはならないパンドラボックス〜（CV. カナト シュウ レイジ スバル アズサ シン キノ）                                                                                          |
| DIABOLIK LOVERS LOST EDEN 店舗購入特典CD（アニメイト） 新生★逆巻カナト 〜アヤトとライトのクマ取りエステ〜（CV.アヤト カナト ライト） |
| DIABOLIK LOVERS LOST EDEN アニメイト付属セット特典CD グール特製★幻のドーナツの作り方！（CV.シュウ レイジ ルキ コウ キノ） |
| DIABOLIK LOVERS LOST EDEN 店舗購入特典CD（ステラワース） ディアボリック★アフタースクール〜暇を持て余した男子高校生たちの遊び〜（CV.シュウ カルラ キノ）                                                                                      |
| DIABOLIK LOVERS LOST EDEN ステラセット付属CD スペシャルボイスCD（CV.シュウ スバル ルキ コウ） |
| DIABOLIK LOVERS LOST EDEN 店舗特典CD（いまじん & いまじんWEBショップ） パーフェクト間違いなし！ 逆巻家的効率家事術・決定版（CV.ライト シュウ レイジ）                                                                                        |
| DIABOLIK LOVERS LOST EDEN 店舗特典CD（いまじん & いまじんWEBショップ） ゴールドフィッシュパラダイス★魔金魚の災い 前篇（CV.ライト ユーマ キノ）                                                                                               |
| DIABOLIK LOVERS LOST EDEN 店舗特典CD（いまじん & いまじんWEBショップ） ゴールドフィッシュパラダイス★魔金魚の災い 後篇（CV.ライト ユーマ キノ）                                                                                               |
| DIABOLIK LOVERS LOST EDEN 店舗特典CD（SKiT、Rejet） ディアボリック★シェアハウス〜弟たちの自適生活〜（CV.スバル コウ シン） |
| DIABOLIK LOVERS LOST EDEN 店舗特典CD（ソフマップ） 無神家次男、汚部屋★断捨離作戦！ 〜兄弟のご利用は計画的に〜（CV.ルキ ユーマ アズサ） |
| DIABOLIK LOVERS LOST EDEN 店舗特典CD（WonderGOO） 棺桶★デコレーション〜三人寄れば最強のセンス!?〜（CV.アヤト スバル ユーマ） |
| DIABOLIK LOVERS GRAND EDITION |
| DIABOLIK LOVERS GRAND EDITION 限定版特典CD 冬休みをかけたテスト戦争（CV.アヤト カナト ライト シュウ レイジ スバル ルキ コウ ユーマ アズサ）                                                                                                  |
| DIABOLIK LOVERS GRAND EDITION 予約特典CD 熱闘！ 球技大会前哨戦!?（CV.アヤト カナト ライト シュウ レイジ スバル ルキ コウ ユーマ アズサ） |
| DIABOLIK LOVERS GRAND EDITION 店舗特典CD（アニメイト） デートハプニング〜レイジ・スバル〜（レイジ編「浴衣と下駄」・スバル編「大事なショッパー」）（CV.レイジ スバル）                                                                        |
| DIABOLIK LOVERS GRAND EDITION アニメイト限定セット付属CD 録りおろしシチュエーションCD（CV.カナト シュウ スバル ルキ） |
| DIABOLIK LOVERS GRAND EDITION 店舗特典CD（ステラワース） デートハプニング〜ルキ・アズサ〜（ルキ編「介抱」・アズサ編「知らない街で見つけた幸せ」）（CV.ルキ アズサ）                                                                          |
| DIABOLIK LOVERS GRAND EDITION 店舗特典CD（ebten & WonderGOO）デートハプニング〜コウ・ユーマ〜（コウ編「暗闇の密室できみと」・ユーマ編「どこへも行くな」）（CV.コウ ユーマ）                                                                  |
| DIABOLIK LOVERS GRAND EDITION 店舗特典CD（SKiT Dolce & Rejet shop）デートハプニング〜カナト・シュウ〜（カナト編「理想のスイーツパラダイス」・シュウ編「膝枕と安眠」）（CV.カナト シュウ）                                                    |
| DIABOLIK LOVERS GRAND EDITION 店舗特典CD（ソフマップ）デートハプニング〜アヤト・ライト〜（アヤト編「花火大会での密着」・ライト編「レイニーデート」）（CV.アヤト ライト）                                                                     |
| DIABOLIK LOVERS CHAOS LINEAGE |
| DIABOLIK LOVERS CHAOS LINEAGE 限定版特典CD ドキドキ★ホラーナイト〜スカーレット編〜（CV.シュウ レイジ ユーマ キノ） |
| DIABOLIK LOVERS CHAOS LINEAGE 限定版特典CD ドキドキ★ホラーナイト〜ヴィオレ編〜（CV.ライト スバル コウ アズサ カルラ） |
| DIABOLIK LOVERS CHAOS LINEAGE 限定版特典CD ドキドキ★ホラーナイト〜オランジュ編〜（CV.アヤト カナト ルキ シン） |
| DIABOLIK LOVERS CHAOS LINEAGE 予約特典CD 混沌への目覚め（CV.アヤト カナト ライト シュウ レイジ スバル ルキ コウ ユーマ アズサ カルラ シン キノ）                                                                                             |
| DIABOLIK LOVERS CHAOS LINEAGE 店舗特典CD（アニメイト）ヴァンパイア達の日常ボードゲーム編〜シュウVSレイジVSスバル〜（CV.シュウ レイジ スバル）                                                                                                |
| DIABOLIK LOVERS CHAOS LINEAGE 店舗特典CD（ステラワース）ヴァンパイア達の日常ボードゲーム編〜コウ・ユーマVSカルラ・シン〜（CV.コウ ユーマ カルラ シン）                                                                                       |
| DIABOLIK LOVERS CHAOS LINEAGE 店舗特典CD（ebten & WonderGOO）ヴァンパイア達の日常ボードゲーム編〜ルキVSアズサVSキノ〜（CV.ルキ アズサ キノ）                                                                                                 |
| DIABOLIK LOVERS CHAOS LINEAGE 店舗特典CD（ソフマップ）ヴァンパイア達の日常ボードゲーム編〜アヤトVSカナトVSライト〜（CV.アヤト カナト ライト）                                                                                                |
| DIABOLIK LOVERS CHAOS LINEAGE |
| DIABOLIK LOVERS CHAOS LINEAGE 限定版特典CD Disc1：ドキドキ★ホラーナイト〜スカーレット編〜（CV.シュウ レイジ ユーマ キノ） |
| DIABOLIK LOVERS CHAOS LINEAGE 限定版特典CD Disc2：ドキドキ★ホラーナイト〜ヴィオレ編〜（CV.ライト スバル コウ アズサ カルラ） |
| DIABOLIK LOVERS CHAOS LINEAGE 限定版特典CD Disc3：ドキドキ★ホラーナイト〜オランジュ編〜（CV.アヤト カナト ルキ シン） |
| DIABOLIK LOVERS CHAOS LINEAGE 予約特典CD 混沌への目覚め（CV.アヤト カナト ライト シュウ レイジ スバル ルキ コウ ユーマ アズサ カルラ シン キノ）                                                                                             |
| DIABOLIK LOVERS CHAOS LINEAGE 店舗特典CD（アニメイト） ヴァンパイア達の日常ボードゲーム編〜シュウVSレイジVSスバル〜（CV.シュウ レイジ スバル）                                                                                               |
| DIABOLIK LOVERS CHAOS LINEAGE 店舗特典CD（ステラワース） ヴァンパイア達の日常ボードゲーム編〜コウ・ユーマVSカルラ・シン〜（CV.コウ ユーマ カルラ シン）                                                                                      |
| DIABOLIK LOVERS CHAOS LINEAGE 店舗特典CD（ebten & WonderGOO） ヴァンパイア達の日常ボードゲーム編〜ルキVSアズサVSキノ〜（CV.ルキ アズサ キノ）                                                                                                |
| DIABOLIK LOVERS CHAOS LINEAGE 店舗特典CD（ebten） ヴァンパイア達の日常ボードゲーム編〜アヤトVSカナトVSライト〜（CV.アヤト カナト ライト） |

## Webラジオ
『ドS吸血ラジオ』は2011年12月19日から2012年6月29日にかけてニコニコ動画で生放送されているWebラジオ番組。全6回。パーソナリティーは緑川光。『ドS吸血CD』の発売に合わせて毎月一度だけ生放送される。また第2回の放送からプレミアム会員限定で、パーソナリティーとゲストが演じるオリジナルシナリオの視聴が可能。
また、「DIABOLIK LOVERS」の5周年記念番組として特番『復刻!! ドS吸血ラジオ 〜DIABOLIK LOVERS RESURRECTION NIGHT〜』が2016年12月21日に放送され、
2020年12月23日には、9周年記念として『復刻！ドS吸血ラジオ特番 〜DIABOLIK LOVERS Resurrection Night〜新作情報もお届け！』がYouTubeで生放送配信された（2021年1月23日まで、期間限定でアーカイブも公開していた）。
パーソナリティ
- 緑川光（逆巻アヤト 役）
- 鳥海浩輔（逆巻シュウ 役）※5周年記念番組および9周年記念番組

ゲスト
- #1・#3（2011年12月19日、2012年3月4日） 平川大輔（逆巻ライト 役）
- #2（2012年1月29日） 近藤隆（逆巻スバル 役）
- #4（2012年4月9日）梶裕貴（逆巻カナト 役）
- #5（2012年5月28日）鳥海浩輔（逆巻シュウ 役）
- #6（2012年6月29日）小西克幸（逆巻レイジ 役）

- (2020年12月23日の生放送）木村良平（無神コウ 役）、森久保祥太郎（月浪シン 役）

## 漫画
『DIABOLIK LOVERS YOUNG BLOOD』（ - ヤングブラッド）は2021年3月24日から2022年3月25日まで連載された。2020年12月23日の『復刻！ドS吸血ラジオ特番 〜DIABOLIK LOVERS Resurrection Night〜新作情報もお届け！』の生放送内で発表された原作初の公式漫画で、まんが王国で連載。全8話。

### イラスト・原作
イラスト：n装置
原作：Rejet、Daisuke Iwasaki
キャラクター原案：さとい

## ゲーム

### DIABOLIK LOVERS
『DIABOLIK LOVERS』はオトメイトからPSP用ソフトとして2012年10月11日に発売。また、2013年12月19日には新イベントCGなどが追加されたPS Vita版『DIABOLIK LOVERS LIMITED V EDITION』（ - リミテッド ブイ エディション）が発売された。2018年3月29日にはPS4用ソフトとしてゲーム版2作目『DIABOLIK LOVERS MORE,BLOOD』とのおまとめ移植版『DIABOLIK LOVERS GRAND EDITION』（ - グランド エディション）が発売され、2019年11月21日にNintendo Switch用に移植し『DIABOLIK LOVERS GRAND EDITION for Nintendo Switch』（ - フォア ニンテンドー スイッチ）として発売された。

#### 主題歌
（全作詞 - 岩崎大介 / 全作曲 - MIKOTO）
PSP版オープニングテーマ「真夜中の饗宴（MIDNIGHT PLEASURE）」
歌 - 逆巻アヤト（緑川光）、逆巻シュウ（鳥海浩輔）、逆巻スバル（近藤隆）
PS Vita版・PS4版・Nintendo Switch版オープニングテーマ「真夜中の饗宴（MIDNIGHT PLEASURE）-Remix ver-」
歌 - 逆巻アヤト（緑川光）、逆巻シュウ（鳥海浩輔）、逆巻スバル（近藤隆）
エンディングテーマ「幻日理論 -Parhelion Logic-」
歌 - 逆巻アヤト（緑川光）

#### シナリオ
やまだ有見
真崎結衣
小泉いづみ

### DIABOLIK LOVERS MORE,BLOOD
『DIABOLIK LOVERS MORE,BLOOD』（ - モア、ブラッド）はオトメイトからPSP用ソフトとして2013年10月24日に発売された。週刊ファミ通2013年10月31日号のクロスレビューでシルバー殿堂の評価を受けている。また、2015年1月15日には新要素を追加したPS Vita版『DIABOLIK LOVERS MORE,BLOOD LIMITED V EDITION』（ - モア、ブラッド リミテッド ブイ エディション）が発売された。2018年3月29日にはPS4用ソフトとしてゲーム版1作目『DIABOLIK LOVERS』とのおまとめ移植版『DIABOLIK LOVERS GRAND EDITION』が発売され、2019年11月21日にNintendo Switch用に移植し『DIABOLIK LOVERS GRAND EDITION for Nintendo Switch』として発売された。

#### 主題歌
（全作詞 - 岩崎大介 / 全作曲 - MIKOTO）
PSP版オープニングテーマ「極限（UNLIMITED）BLOOD」
歌 - 逆巻アヤト（緑川光）、逆巻シュウ（鳥海浩輔）、逆巻スバル（近藤隆）
PS Vita版・PS4版・Nintendo Switch版オープニングテーマ「極限（UNLIMITED）BLOOD -Remix ver-」
歌 - 逆巻アヤト（緑川光）、逆巻シュウ（鳥海浩輔）、逆巻スバル（近藤隆）
エンディングテーマ「月蝕（Eclipse）」
歌 - 無神コウ（木村良平）、無神ユーマ（鈴木達央）、無神アズサ（岸尾だいすけ）

### DIABOLIK LOVERS VANDEAD CARNIVAL
『DIABOLIK LOVERS VANDEAD CARNIVAL』（ - ヴァンデッド カーニバル）はオトメイトからPS Vita用ソフトとして2014年12月4日に発売。週刊ファミ通2014年12月11日・18日合併号のクロスレビューでシルバー殿堂の評価を受けている。

#### 主題歌
（全作詞 - 岩崎大介 / 全作曲 - MIKOTO）
オープニングテーマ「吸愛ラビリンス」
歌 - 逆巻アヤト（緑川光）、逆巻シュウ（鳥海浩輔）、逆巻スバル（近藤隆）
エンディングテーマ「誓いのカンパネラ」
歌 - 逆巻アヤト（緑川光）、逆巻シュウ（鳥海浩輔）、逆巻スバル（近藤隆）

### DIABOLIK LOVERS DARK FATE
『DIABOLIK LOVERS DARK FATE』（ - ダーク フェイト）はオトメイトからPS Vita用ソフトとして2015年2月26日に発売。週刊ファミ通2015年3月5日増刊号のクロスレビューでゴールド殿堂の評価を受けている。シリーズではじめて（主人公のデフォルト名のみ）キャラクターがボイスつきで名前を呼ぶシステムが導入された。

#### 主題歌
（全作詞 - 岩崎大介 / 全作曲 - MIKOTO）
オープニングテーマ「Guilty×Guilty!!!」
歌 - 逆巻アヤト（緑川光）、逆巻シュウ（鳥海浩輔）、逆巻スバル（近藤隆）
エンディングテーマ「S.O.S -AtoΩ-」
歌 - 月浪カルラ（森川智之）、月浪シン（森久保祥太郎）

### DIABOLIK LOVERS LUNATIC PARADE
『DIABOLIK LOVERS LUNATIC PARADE』（ - ルナティック パレード）はオトメイトからPS Vita用ソフトとして2016年2月25日に発売。週刊ファミ通2016年3月3日号のクロスレビューでゴールド殿堂の評価を受けている。

#### 主題歌
（全作詞 - 岩崎大介 / 全作曲 - MIKOTO）
オープニングテーマ「Fanatic of Night」
歌 - 逆巻アヤト（緑川光）、逆巻カナト（梶裕貴）、逆巻ライト（平川大輔）、逆巻シュウ（鳥海浩輔）、逆巻レイジ（小西克幸）、逆巻スバル（近藤隆）、
エンディングテーマ「VoiD」
歌 - 逆巻アヤト（緑川光）

### DIABOLIK LOVERS LOST EDEN
『DIABOLIK LOVERS LOST EDEN』（ -  ロスト エデン）はオトメイトからPS Vita用ソフトとして2017年2月16日に発売。週刊ファミ通2017年2月23日号のクロスレビューでゴールド殿堂の評価を受けている。

#### 主題歌
（全作詞 - 岩崎大介 / 全作曲 - MIKOTO）
オープニングテーマ「常夜KNOW UNDERSKIN」
歌 - 逆巻アヤト（緑川光）、逆巻カナト（梶裕貴）、逆巻ライト（平川大輔）、逆巻シュウ（鳥海浩輔）、逆巻レイジ（小西克幸）、逆巻スバル（近藤隆）、
エンディングテーマ「I.M.I.T.A.T.I.O.N.G.A.M.E」
歌 - キノ(CV.前野智昭)

### DIABOLIK LOVERS CHAOS LINEAGE
『DIABOLIK LOVERS CHAOS LINEAGE』（ - ケイオス リネージュ）はオトメイトからNintendo Switch専用ソフトとして2019年3月28日に発売。週刊ファミ通2019年4月4日号のクロスレビューでシルバー殿堂の評価を受けている。

#### 主題歌
（全作詞 - 岩崎大介 / 全作曲 - MIKOTO）
オープニングテーマ「BAD HOWLING -惡意共鳴-」
歌 - 逆巻アヤト（CV.緑川光）無神コウ（CV.木村良平）逆巻シュウ（CV.鳥海浩輔）
エンディングテーマ「Dystopia」
歌 - キノ（CV.前野智昭）

#### シナリオ
ゆずみやともめ
こなつ葉月
吉崎和
志麻匠
日野光里

### モバイル
- ソーシャルゲームセフィロト〜時の世界樹〜に本作品のキャラクターカードが参戦している。

## テレビアニメ
2013年9月16日から12月9日までAT-Xにて15分枠で放送された。また、その後2014年4月から6月までTOKYO MXとBS11にて、『マンガ家さんとアシスタントさんと』とのセットで放送。
1話あたり正味15分で制作されたため、TOKYO MXとBS11では17分枠に拡大して放送した上でエンディング、次回予告、提供クレジットがカットされ、エンドカードは最終回にまとめて放送された（間に流れるキャラクターの声は放送なし）。
2015年9月より12月まで第2期『DIABOLIK LOVERS MORE,BLOOD』が15分枠で放送された。これは、PlayStation Vita専用ソフト『DIABOLIK LOVERS DARK FATE』のアニメイト限定セットの特典のオリジナルアニメーションDVDに対する期待が高かったからである。

### スタッフ
- 原作 - オトメイト（アイディアファクトリー・Rejet）
- キャラクター原案 - さとい
- 監督 - 田頭しのぶ（第1期）、吉田りさこ（OAD・第2期）
- 助監督 - 吉田りさこ（第1期）
- シリーズ構成 - 長津晴子（第1期）、金杉弘子（第2期）
- 総合監修：伊東紗希、中村奈緒（第1期）
- キャラクターデザイン・総作画監督 - 八尋裕子
- プロップデザイン - 岩畑剛一（第1期）、杉本智子（第2期）
- 美術監督 - 小倉宏昌
- 美術設定 - 藤井一志（第1期）、緒川マミオ（第2期）
- 色彩設計 - 田中美穂
- 撮影監督 - 小池里恵子、大山佳久（第1期）
- 3Dディレクター - 遠藤誠
- 編集 - 植松淳一（第1期）、平木大輔（OAD・第2期）
- 音響監督 - 飯田里樹（第1期）、金子森（第2期）
- 録音演出 - 川添憲五
- 音楽 - 林ゆうき（第1期・第2期）、杉浦勇紀（OAD）、紗希（第2期）
- 音楽プロデューサー - 宮崎大介（第1期）、吉川明（第2期）
- 音楽制作 - フロンティアワークス
- エグゼクティブプロデューサー - 白石容子（第2期）
- プロデューサー - 市川真弓、今優子（第1期・OAD）、戸塚久美・江波戸憲司（第2期）
- 制作プロデューサー - 橋本和典（第1期）、新宅潔
- アニメーション制作 - ZEXCS
- 製作 - DIABOLIK LOVERS PROJECT（第1期）、DIABOLIK LOVERS MB PROJECT（第2期）

### 主題歌

#### 第1期
オープニングテーマ「Mr.SADISTIC NIGHT」
作詞 - 岩崎大介 / 作曲 - MIKOTO / 編曲 - 木之下慶行 / 歌 - 逆巻アヤト（緑川光）&逆巻シュウ（鳥海浩輔）
第1話では未使用。
エンディングテーマ「nightmare」
作曲・編曲 - 林ゆうき
OADエンディングテーマ「DIABOLIK LOVERS DARK FATE」
作曲・編曲 - 杉浦勇紀

#### 第2期
オープニングテーマ「禁断の666」
作詞 - Daisuke Iwasaki / 作曲 - MIKOTO / 編曲 - ハマサキユウジ / 歌 - 無神コウ（木村良平）&無神アズサ（岸尾だいすけ）
エンディングテーマ「nightmare-2」
作曲・編曲 - 林ゆうき

### 各話リスト
本編でのサブタイトルは、episodeの横に時計の針（○○時）で表示される。
| 話数                   | 脚本            | 絵コンテ     | 演出         | 作画監督                                                 |   |
| 第1期                  | 第1期           | 第1期        | 第1期        | 第1期                                                    |   |
| ---------------------- | --------------- | ------------ | ------------ | -------------------------------------------------------- | - |
| episode 01             | 長津晴子        | 田頭しのぶ   | 吉田りさこ   | 山中純子                                                 |   |
| episode 02             | 長津晴子        | 田頭しのぶ   | 青井小夜     | 高橋敦子、小園菜穂                                       |   |
| episode 03             | 森川治          | 黒柳トシマサ | 上田繁       | 土屋圭、高橋敦子 のりみそのみ                            |   |
| episode 04             | 森川治          | 田頭しのぶ   | 内山まな     | 山中純子、小園菜穂 藤原未来夫                            |   |
| episode 05             | 森川治          | 青井小夜     | 青井小夜     | 小園菜穂、島沢ノリコ                                     |   |
| episode 06             | 森川治          | 川崎逸朗     | 吉田りさこ   | 高橋敦子、岡崎洋美 新田靖成、小園菜穂 室田恵梨、藤木奈々 |   |
| episode 6.5 （総集編） | -               | -            | -            | -                                                        | - |
| episode 7              | 長津晴子 森川治 | 川崎逸朗     | 青井小夜     | 市原圭子、小園菜穂 広尾可奈子                            |   |
| episode 8              | 長津晴子        | 田頭しのぶ   | 吉田りさこ   | 島沢ノリコ、松下郁子                                     |   |
| episode 9              | 長津晴子        | 川崎逸朗     | 三上喜子     | 室田恵梨、藤木奈々 小野和寛、島沢ノリコ のりみそのみ     |   |
| episode 10             | 長津晴子        | 伊藤達文     | 川崎逸朗     | 高橋敦子、小園菜穂 大沢美奈                              |   |
| episode 11             | 長津晴子        | 田頭しのぶ   | 吉田りさこ   | 島沢ノリコ、大沢美奈 松下郁子                            |   |
| episode 12             | 長津晴子        | 田頭しのぶ   | 田頭しのぶ   | 山中純子、田頭しのぶ                                     |   |
| OAD                    | 金杉弘子        | 吉田りさこ   | 吉田りさこ   | 八尋裕子                                                 |   |
| 第2期                  |                 |              |              |                                                          |   |
| episode 01             | 金杉弘子        | 吉田りさこ   | 吉田りさこ   | 松下郁子                                                 |   |
| episode 02             | 金杉弘子        | 吉田りさこ   | 吉田りさこ   | 千葉充                                                   |   |
| episode 03             | 金杉弘子        | 佐山聖子     | 篠原正寛     | Kim juno                                                 |   |
| episode 04             | 金杉弘子        | ひいろゆきな | ひいろゆきな | 竹森由加                                                 |   |
| episode 05             | 金杉弘子        | 佐山聖子     | 松下周平     | 川島尚                                                   |   |
| episode 06             | 金杉弘子        | 長屋誠志郎   | 長屋誠志郎   | 高橋敦子                                                 |   |
| episode 07             | 金杉弘子        | ひいろゆきな | ひいろゆきな | 竹森由加                                                 |   |
| episode 08             | 金杉弘子        | 吉田りさこ   | 徐恵眞       | 加藤壮                                                   |   |
| episode 09             | 金杉弘子        | 山崎みつえ   | 篠原正寛     | 水野隆浩                                                 |   |
| episode 10             | 金杉弘子        | 松下周平     | 松下周平     | 鈴木春香                                                 |   |
| episode 11             | 金杉弘子        | 長屋誠志郎   | 長屋誠志郎   | 松下郁子                                                 |   |
| episode 12             | 金杉弘子        | 吉田りさこ   | 吉田りさこ   | 高橋敦子                                                 |   |

### 放送局
| 放送期間                | 放送時間                     | 放送局   | 対象地域 | 備考             |
| ----------------------- | ---------------------------- | -------- | -------- | ---------------- |
| 2013年9月16日 - 12月9日 | 月曜 23:30 - 23:45           | AT-X     | 日本全域 | リピート放送あり |
| 2014年4月8日 - 6月24日  | 火曜 1:18 - 1:35（月曜深夜） | TOKYO MX | 東京都   |                  |
| 2014年4月15日 - 6月30日 | 火曜 0:43 - 1:00（月曜深夜） | BS11     | 日本全域 | 『ANIME+』枠     |

| 配信期間                 | 配信時間                     | 配信サイト         | 備考                                 |
| ------------------------ | ---------------------------- | ------------------ | ------------------------------------ |
| 2013年9月22日 - 12月15日 | 日曜 1:30 - 1:45（土曜深夜） | ニコニコ生放送     |                                      |
|                          | 日曜 1:45 更新（土曜深夜）   | ニコニコチャンネル | 第1話と最新話は1週間無料             |
| 2013年10月8日 - 12月17日 | 隔週火曜 12:00 更新          | dアニメストア      | 2話ずつ配信 / 有料会員のみ全話見放題 |

| 放送期間                 | 放送時間               | 放送局  | 対象地域 | 備考                                  |
| ------------------------ | ---------------------- | ------- | -------- | ------------------------------------- |
| 2013年9月26日 - 12月19日 | 木曜 23:30 - 金曜 0:00 | ANIPLUS | 韓国全域 | 15歳以上視聴可で放送 / 韓国語字幕あり |

| 放送期間                 | 放送時間                     | 放送局   | 対象地域 | 備考             |
| ------------------------ | ---------------------------- | -------- | -------- | ---------------- |
| 2015年9月24日 - 12月10日 | 木曜 0:30 - 0:45（水曜深夜） | AT-X     | 日本全域 | リピート放送あり |
| 2015年10月4日 -          | 日曜 22:00 - 22:15           | TOKYO MX | 東京都   |                  |

| 配信期間                                                                             | 配信時間                                                                              | 配信サイト         | 備考 |
| ------------------------------------------------------------------------------------ | ------------------------------------------------------------------------------------- | ------------------ | --- |
| 2015年10月4日 -                                                                      | 日曜 22:00 - 22:15                                                                    | ニコニコ生放送     | |
| 2015年10月11日 - 10月18日（第1話・第2話） 10月21日（第3話） 10月25日 - （第4話以降） | 日曜 12:00 更新（第1話・第2話） 水曜 13:00 更新（第3話） 日曜 22:15 更新（第4話以降） | ニコニコチャンネル | 第1話無料、第2話以降1週間無料 第3話のみ4日9時間15分（10月25日22:15まで）無料 （当初ニコニコ生放送より1週間遅れだったが 第4話から同日に繰り上げる） |
| 2015年10月11日 -                                                                     | 日曜 12:00 更新                                                                       | バンダイチャンネル | 第1話無料、第2話以降有料 有料会員は全話見放題 |
|                                                                                      |                                                                                       | dアニメストア      | |

### DVD
| 巻      | 発売日           | 発売日         | 発売日        | 収録話          | 規格品番         | 規格品番  | 規格品番  |
| 巻      | アニメイト限定版 | 限定版         | 通常版        | 収録話          | アニメイト限定版 | 限定版    | 通常版    |
| ------- | ---------------- | -------------- | ------------- | --------------- | ---------------- | --------- | --------- |
| 1       | -                | 2013年11月27日 | 2014年1月29日 | 第1話 - 第2話   | -                | FFBT-0008 | MFBT-0020 |
| 2       | -                | 2013年12月25日 | 2014年2月26日 | 第3話 - 第4話   | -                | FFBT-0009 | MFBT-0021 |
| 3       | -                | 2014年1月29日  | 2014年3月26日 | 第5話 - 第6話   | -                | FFBT-0010 | MFBT-0022 |
| 4       | -                | 2014年2月26日  | 2014年4月25日 | 第7話 - 第8話   | -                | FFBT-0011 | MFBT-0023 |
| 5       | -                | 2014年3月26日  | 2014年5月28日 | 第9話 - 第10話  | -                | FFBT-0012 | MFBT-0024 |
| 6       | -                | 2014年4月25日  | 2014年6月25日 | 第11話 - 第12話 | -                | FFBT-0013 | MFBT-0025 |
| DVD-BOX | -                | -              | 2016年1月8日  | 第1話 - 第12話  | -                | -         | MFBT-9002 |

| 巻      | 発売日           | 発売日        | 発売日         | 収録話          | 規格品番         | 規格品番  | 規格品番  |
| 巻      | アニメイト限定版 | 限定版        | 通常版         | 収録話          | アニメイト限定版 | 限定版    | 通常版    |
| ------- | ---------------- | ------------- | -------------- | --------------- | ---------------- | --------- | --------- |
| 1       | 2016年3月25日    | 2016年3月25日 | 2016年3月25日  | 第1話 - 第3話   | FFBT-0016        | MFBT-0035 | MFBT-0036 |
| 2       | 2016年4月22日    | 2016年4月22日 | 2016年4月22日  | 第4話 - 第6話   | FFBT-0017        | MFBT-0037 | MFBT-0038 |
| 3       | 2016年5月27日    | 2016年5月27日 | 2016年5月27日  | 第7話 - 第9話   | FFBT-0018        | MFBT-0039 | MFBT-0040 |
| 4       | 2016年6月24日    | 2016年6月24日 | 2016年6月24日  | 第10話 - 第12話 | FFBT-0019        | MFBT-0041 | MFBT-0042 |
| DVD-BOX | -                | -             | 2018年10月24日 | 第1話 - 第12話  | -                | -         | MFBT-9003 |

## 舞台
2015年8月26日から8月30日まで『舞台「DIABOLIK LOVERS」』が六行会ホールにて上演。2016年8月24日から8月28日まで『舞台「DIABOLIK LOVERS〜re:requiem〜」』がクラブexにて上演。2018年1月24日から1月28日まで『舞台「DIABOLIK LOVERS MORE,BLOOD」』がクラブeXにて上演。

### スタッフ（舞台）
- 脚本 - 太田ぐいや[39]
- 演出 - なるせゆうせい[39]
- 制作 - 株式会社オフィス・インベーダー[39]
- 製作委員会 - 株式会社オフィス・インベーダー、株式会社フロンティアワークス[39]

### キャスト（舞台）
舞台「DIABOLIK LOVERS」
- 小森ユイ - 高宗歩未
- 逆巻アヤト - 山崎大輝
- 逆巻カナト - 橋本祥平
- 逆巻ライト - 井深克彦
- 逆巻シュウ - 安里勇哉（TOKYO流星群）
- 逆巻レイジ - 髙﨑俊吾
- 逆巻スバル - 土井一海
- コーデリア - 雨宮優
- リヒター - 末原拓馬（おぼんろ）

舞台「DIABOLIK LOVERS〜re：requiem〜」
- 小森ユイ - 高宗歩未
- 逆巻アヤト - 山崎大輝
- 逆巻カナト - 大原海輝
- 逆巻ライト - 井深克彦
- 逆巻シュウ - 安里勇哉（TOKYO流星群）
- 逆巻レイジ - 髙﨑俊吾
- 逆巻スバル - 土井一海
- コーデリア - 加藤千尋
- リヒター - 塩川渉

舞台「DIABOLIK LOVERS MORE,BLOOD」
- 小森ユイ - 高宗歩未
- 逆巻アヤト - 荒一陽
- 逆巻カナト - 佐藤友咲
- 逆巻ライト - 井深克彦
- 逆巻シュウ - 小波津亜廉
- 逆巻レイジ - 和合真一
- 逆巻スバル - 高本学
- 無神ルキ - 斉藤秀翼
- 無神コウ - 杉山真宏
- 無神ユーマ - 遊馬晃祐
- 無神アズサ - 西野太盛

### DVD（舞台）
舞台「DIABOLIK LOVERS」
- 2016年2月24日発売、規格品番 FFBS-0004

舞台「DIABOLIK LOVERS〜re：requiem〜」
- 2016年12月21日発売、規格品番 FFBS-0008

舞台「DIABOLIK LOVERS MORE,BLOOD」
- 2018年4月25日発売、規格品番 FFBS-0014

## 謎解きイベント
2018年12月26日から2019年4月7日までバンダイナムコアミューズメントのなぞともカフェ全店舗（新宿店、渋谷店、京都新京極店、なんばパークス店、名古屋栄店）において、コラボイベントとしてナゾラリー『DIABOLIK LOVERS ZERO in なぞともカフェ 忘却の美術館』が催された。

## 関連書籍
DIABOLIK LOVERS（シチュエーションCD）
- エンターブレイン刊行（現KADOKAWA/エンターブレイン）
  - DIABOLIK LOVERS アンソロジー（2012年6月1日発売、ISBN 978-4-04-728138-7）
  - DIABOLIK LOVERS Prequel （2013年2月1日発売、ISBN 978-4-04-728737-2）
  - DIABOLIK LOVERS Sequel カナト・シュウ・レイジ編（2013年4月1日発売、ISBN 978-4-04-728845-4）
  - DIABOLIK LOVERS Sequel アヤト・ライト・スバル編（2013年4月30日発売、ISBN 978-4-04-728871-3）
  - DIABOLIK LOVERS MORE,BLOOD アンソロジー 逆巻編（2013年11月30日発売、ISBN 978-4-04-729288-8）
  - DIABOLIK LOVERS MORE,BLOOD アンソロジー 無神編（2013年12月28日発売、ISBN 978-4-04-729346-5）

DIABOLIK LOVERS（ゲーム）
- エンターブレイン刊行（現KADOKAWA/エンターブレイン）
  - DIABOLIK LOVERS 公式ビジュアルファンブック（2012年11月30日発売、ISBN 978-4-04-728534-7）
  - DIABOLIK LOVERS アンソロジー Cardinal （2012年12月1日発売、ISBN 978-4-04-728548-4）
  - DIABOLIK LOVERS MORE,BLOOD 公式ビジュアルファンブック（2013年12月21日発売、ISBN 978-4-04-729348-9）
  - DIABOLIK LOVERS 公式設定集（2014年4月2日発売、ISBN 978-4-04-729519-3）
  - DIABOLIK LOVERS MORE,BLOOD 無神編 Prequel（2014年5月31日発売、ISBN 978-4-04-729663-3）
  - DIABOLIK LOVERS MORE,BLOOD 無神編 Sequel（2014年6月30日発売、ISBN 978-4-04-729740-1）
  - DIABOLIK LOVERS MORE,BLOOD 逆巻編 Prequel（2014年9月1日発売、ISBN 978-4-04-729896-5）
  - DIABOLIK LOVERS MORE, BLOOD 逆巻編 Sequel カナト・シュウ・レイジ（2014年12月1日発売、ISBN 978-4-04-730024-8）
  - DIABOLIK LOVERS MORE, BLOOD 逆巻編 Sequel アヤト・ライト・スバル（2014年12月1日発売、ISBN 978-4-04-730092-7）
  - DIABOLIK LOVERS DARK FATE 公式ビジュアルファンブック（2015年3月28日発売、ISBN 978-4-04-730365-2）
  - DIABOLIK LOVERS LUNATIC PARADE 公式ビジュアルファンブック（2016年6月10日発売、ISBN 978-4-04-733135-8）

- KADOKAWA/アスキー・メディアワークス刊行
  - DIABOLIK LOVERS VANDEAD CARNIVAL オフィシャルファンブック（2015年3月27日発売、ISBN 978-4-04-869376-9）

DIABOLIK LOVERS（TVアニメ）
- フロンティアワークス刊行
  - DIABOLIK LOVERS アニメ公式アンソロジー（2014年2月13日発売、ISBN 978-4-86134-676-7）
  - DIABOLIK LOVERS アニメ公式ノベライズ（2014年6月27日発売、ISBN 978-4-86134-701-6）
- 主婦と生活社刊行
  - アニメ DIABOLIK LOVERS 公式ファンブック（2014年1月31日発売、ISBN 978-4-39-163534-8）

その他全般
- エンターブレイン刊行（現KADOKAWA/エンターブレイン）
  - DIABOLIK LOVERS キャラクターブック -カナトver.-（2013年4月2日発売、ISBN 978-4-04-728743-3）
  - DIABOLIK LOVERS キャラクターブック -アヤトver-（2013年4月2日発売、ISBN 978-4-04-728742-6）
  - DIABOLIK LOVERS パーフェクトガイド More, Deep（2013年10月1日発売、ISBN 978-4-04-729241-3）
  - DIABOLIK LOVERS ILLUSTRATIONS（2014年3月31日発売、ISBN 978-4-04-729518-6）
  - DIABOLIK LOVERS パーフェクトガイド Dark Pleasure（2014年12月27日発売、ISBN 978-4-04-730168-9）
  - DIABOLIK LOVERS ILLUSTRATIONS II（2016年3月31日発売、ISBN 978-4-04-733136-5）
- KADOKAWA/アスキー・メディアワークス刊行
  - DIABOLIK LOVERS 5th Anniversary Book（2017年3月30日発売、ISBN 978-4-04-892444-3）
- Rejet発売
  - DIABOLIK LOVERS ILLUSTRATIONS V（2016年12月22日発売、出版物ではない為ISBNはない）